# Turismo en Bogotá

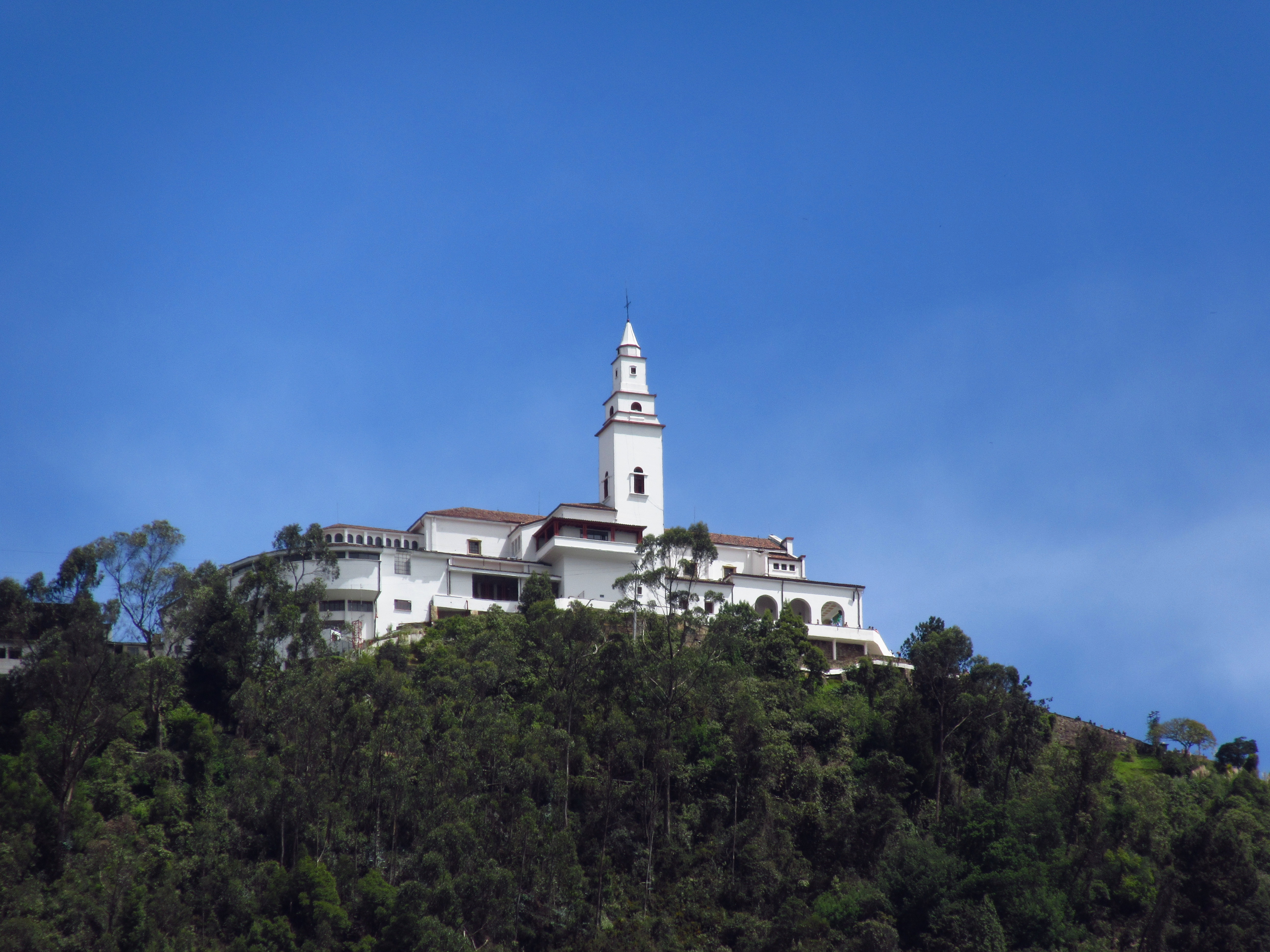
Santuario de Monserrate.

La ciudad de Bogotá es la capital de la República de Colombia y el principal destino turístico del país, pues cuenta con diversas actividades y acervos culturales, es sede de importantes universidades, y acoge eventos de nivel internacional. La ciudad también ofrece una amplia variedad de restaurantes de comida internacional y sitios especializados en el esparcimiento nocturno, destacan igualmente sus parques, museos, centros comerciales y su arquitectura. La ciudad se localiza en el altiplano de la sabana de Bogotá, desde la cual se pueden ver los picos nevados de la cordillera Central. A pocos minutos de la ciudad, en las afueras de Facatativa también es posible apreciar una vista panorámica del valle del río Magdalena así como parte del trayecto del río Magdalena y vistas panorámicas de las poblaciones ubicadas en las faldas de la cordillera Oriental.

## Principales lugares turísticos

### Monserrate

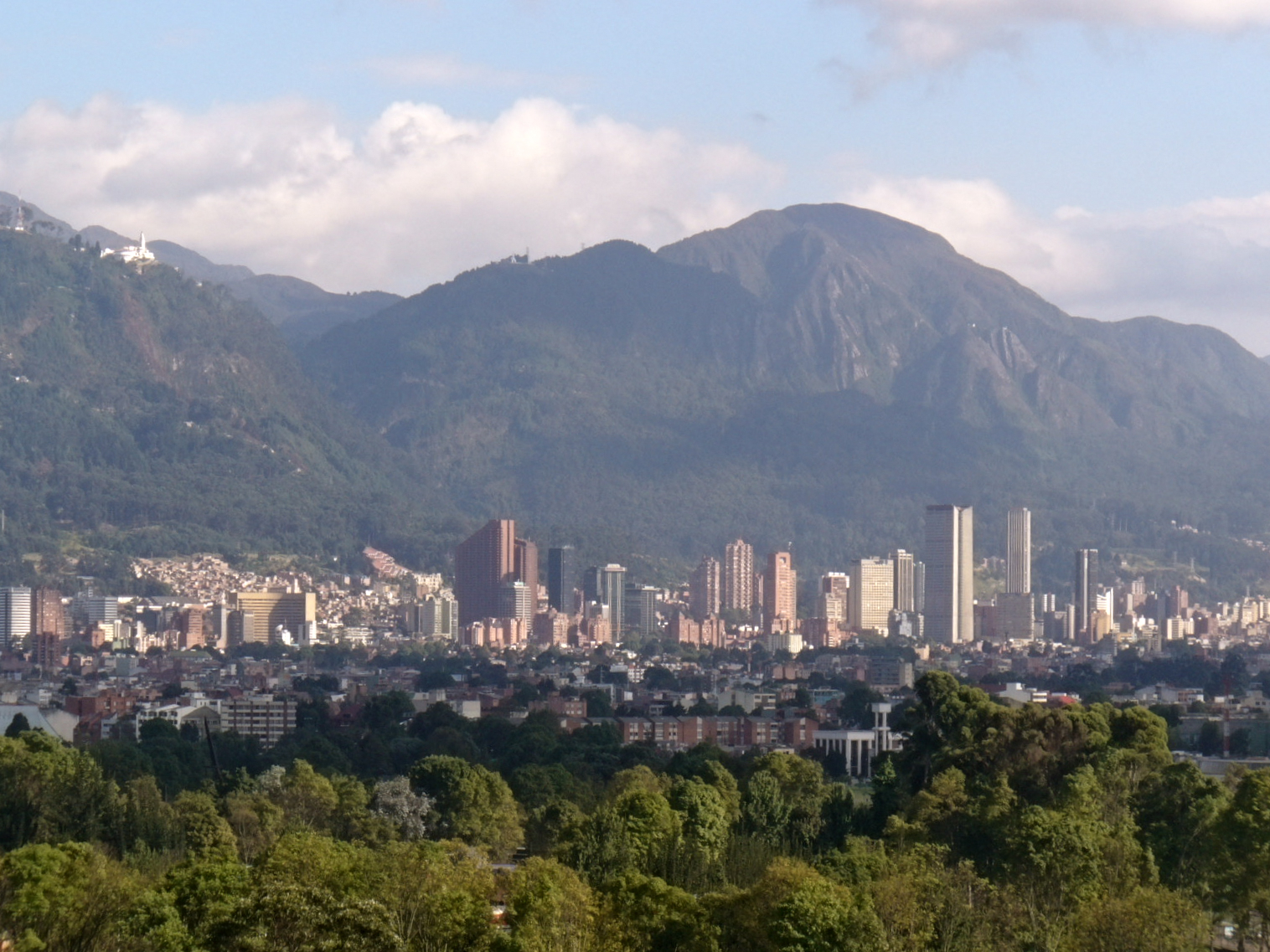
Monserrate visto desde el Parque Salitre mágico.

Para llegar a la cima del cerro de Monserrate la forma más cómoda es a través del teleférico o del funicular cuya estación se ubica al pie del cerro. También se puede subir caminando, pero este recorrido es sólo recomendable para aquellos que tienen un muy buen estado físico y sus pulmones están acostumbrados a la altura.
En la cima hay una variedad de cosas para ver y disfrutar. Monserrate ofrece una espectacular vista panorámica de la ciudad. El mirador junto al santuario es el lugar ideal para tomar fotografías de la ciudad y para apreciarla en toda su extensión. La Basílica del Señor Caído de Monserrate es una iglesia católica muy conocida, lugar tradicional de peregrinación de bogotanos y colombianos en general, es un buen lugar de reposo para aquellos cuya visita es de peregrinación. 
Hay restaurantes populares como también los hay elegantes y para viajeros con diferentes presupuestos. La Calle del Candelero, una réplica de una calle bogotana del siglo XIX. El recorrido sobre la cima se puede hacer a pie o sobre las sillas elevadas cuyo precio es módico, para apreciar el conjunto desde lo alto.

### La Candelaria
La localidad de La Candelaria de Bogotá es el corazón histórico y cultural de la ciudad. Como en sus comienzos la actividad comercial de la ciudad se movía colina abajo y hacia el norte, la arquitectura colonial se pudo en gran medida mantener. Allí se pueden ver, especialmente las casas coloniales con sus ventanas enrejadas, portones tallados, techos de tejas rojas y alero.

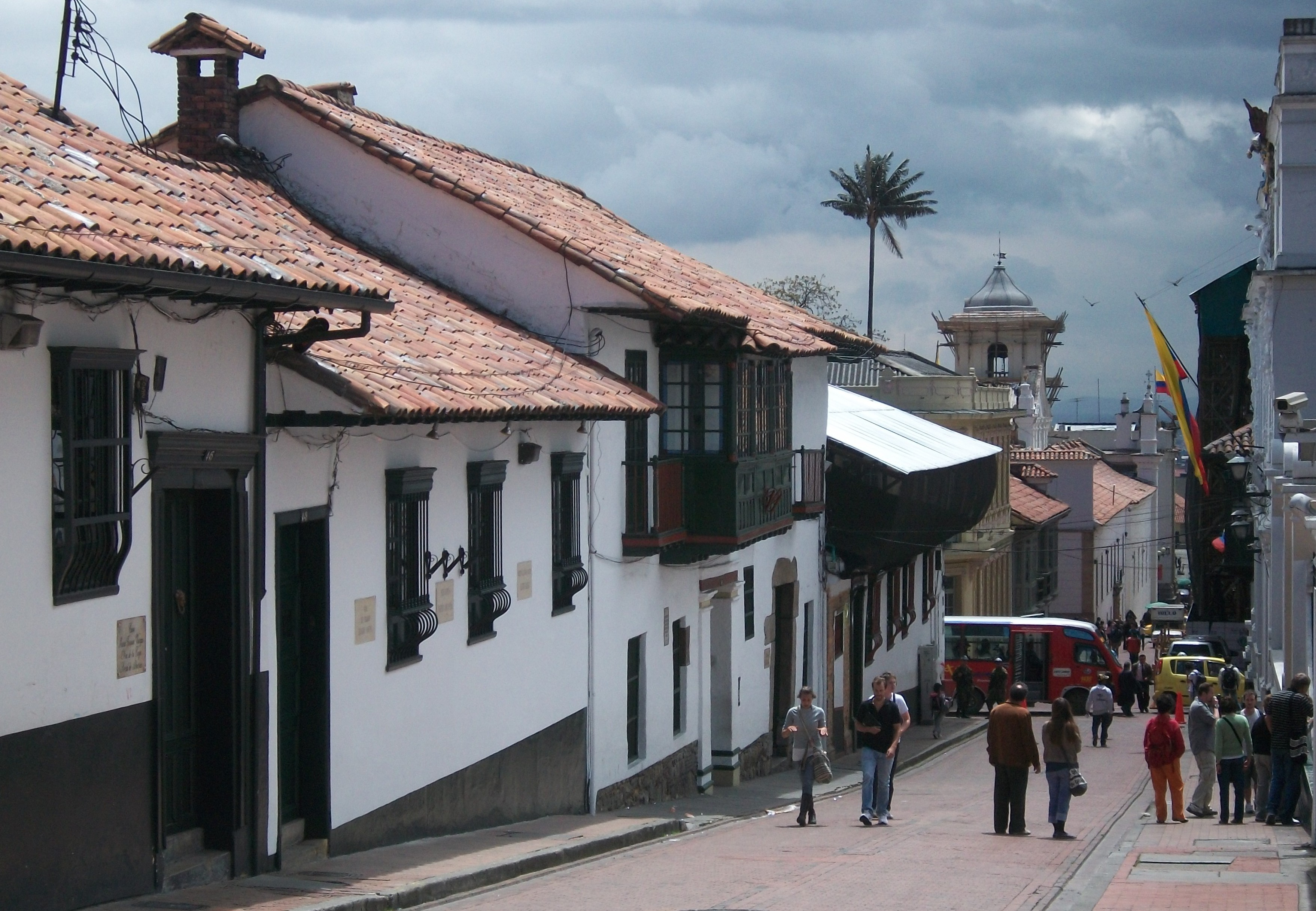
Barrio La Candelaria.

El sector institucional de La Candelaria, situado en la parte baja de la zona, se caracteriza por agrupar las edificaciones que son sede de los diferentes órganos del gobierno nacional y del Distrito Capital, pues en esta se encuentra la sede de la Presidencia de la República y residencia presidencial, conocida como la Casa de Nariño, la sede del Congreso de la República, el Capitolio Nacional, la Corte Suprema de Justicia de Colombia y el Palacio Liévano, que alberga la Alcaldía Mayor de Bogotá.
En el centro de las últimas tres edificaciones se encuentra la Plaza de Bolívar. En el marco de esta plaza también se ubican edificaciones religiosas de gran interés, como la Catedral Basílica Metropolitana de Bogotá y Primada de Colombia y la Capilla del Sagrario. La Casa Museo del 20 de julio se halla en el costado nororiental del lugar, y en el noroccidental, detrás del Palacio Arzobispal, la  la iglesia de la Concepción en la calle Décima con carrera Novena y la iglesia San Juan de Dios en la calle Doce con carrera Décima. 
Se encuentran otros importantes museos como el del siglo XIX, el de Artes y Tradiciones Populares, la Casa Museo Francisco José de Caldas y la Iglesia Museo de Santa Clara, todos ellos ubicados sobre la carrera Octava entre calles Séptima y Novena.

El sector alberga centros e instituciones culturales como los teatros de La Candelaria, el Libre y el Colón, lo mismo que las salas de conciertos del Camarín del Carmen, de la Fundación Gilberto Alzate Avendaño y de la Biblioteca Luis Ángel Arango. Otros sitios de interés cultural son la Imprenta Nacional, el Observatorio Astronómico Nacional, la Quinta de Bolívar, el Archivo General de la Nación, la Casa de Poesía Silva y la Plaza del Chorro de Quevedo.

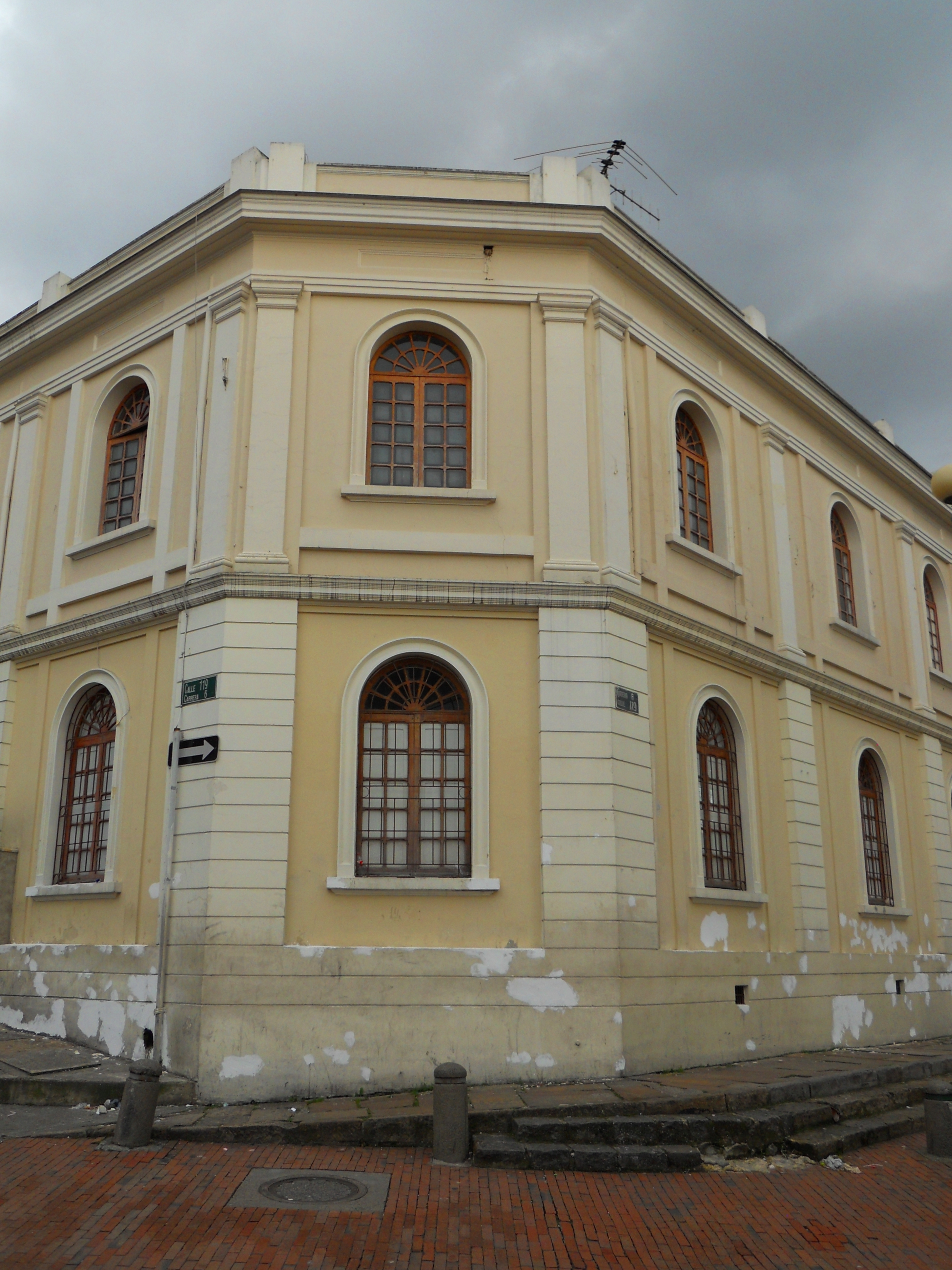
Edificio en la plaza de Usaquén.

### Usaquén
Su nombre proviene de Usacá, hija de Tisquesusa, y a quien Domingo de las Casas casó con el capitán español Juan María Cortés, quien recibió como dote esas tierras. El pueblo fue fundado por los indígenas hacia 1539 pero luego abandonado por orden de los españoles en 1777. Usaquén también es conocida por sus habitantes como tierra del sol.
En la época de la Colonia, la región de Usaquén abarcaba La Calera, Chía y Guasca, constituyéndose en paso obligado de los viajeros hacia Tunja. Usaquén fue testigo de diferentes enfrentamientos durante la guerra de independencia. En 1846 nuevamente se constituye en municipio y en 1860 se da la celebra batalla de Usaquén entre Tomás Cipriano de Mosquera y las tropas del gobierno.
El barrio Usaquén, ubicado en la localidad del mismo nombre, está caracterizado por tener una gran cantidad de restaurantes y bares. Conserva bastante de la arquitectura colonial, lo que, aunque no es muy grande ni tiene andenes especialmente buenos, lo hace agradable para caminar. Además de esto es una zona que ha preservado su naturaleza de estilo colonial, la cual vive en armonía con la moderna; es muy particular la visita a este sector para apreciar el alumbrado decembrino en la plaza principal.
Limita al norte, por la calle 240, con el municipio de Chía en el departamento de Cundinamarca, por el sur con la calle 100 en la localidad de Chapinero, por el este con los cerros orientales que lo separan del municipio de La Calera y por el oeste con la Autopista Norte, situada en la localidad de Suba.

### Centro Internacional

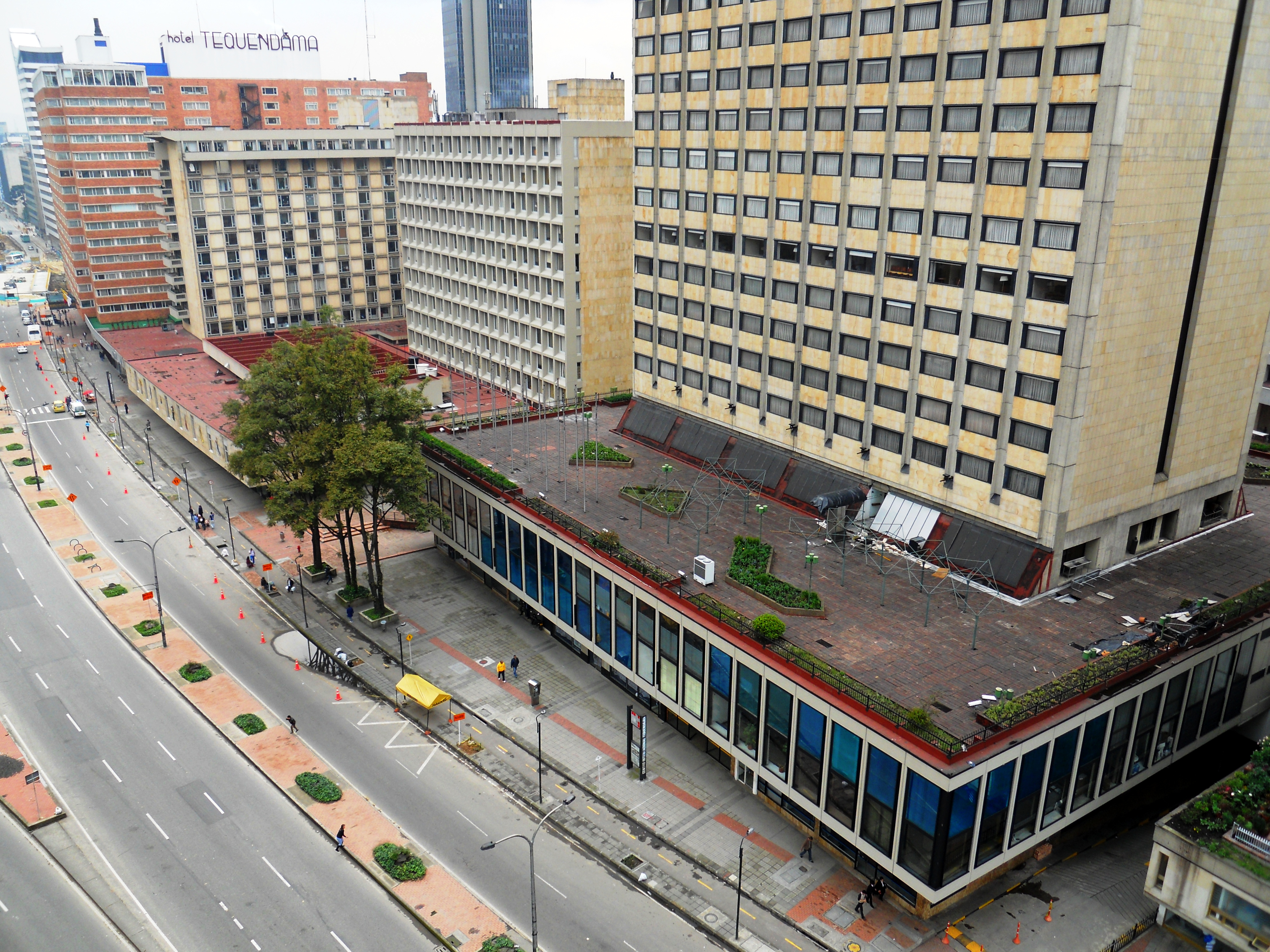
Edificio del Centro Internacional.

Se extiende de la Calle 24 a la Calle 32, entre Carreras 5 y 14, y se constituyó como el primer sector financiero de la ciudad. La zona ofrece una gran riqueza que incluye valores históricos, culturales, recreativos y naturales. La iglesia de San Diego, templo franciscano en la Carrera 7 con Calle 26, es símbolo en torno del cual se desarrolla uno de los más singulares conjuntos arquitectónicos de Bogotá. Al frente se encuentra un complejo comercial, financiero y de servicios turísticos.
Varias de las edificaciones del Centro Internacional han sido declaradas Monumento Nacional: la mencionada iglesia de San Diego; el Museo Nacional de Colombia (Carrera 7 con Calle 28), antigua penitenciaría que acoge la más completa colección de piezas que sintetizan la historia de Colombia; las Torres del Parque (Calle 27 con Carrera 5), conjunto residencial cuyo diseño ha merecido el reconocimiento internacional, la plaza de toros La Santa María y el hotel Tequendama.

## Museos

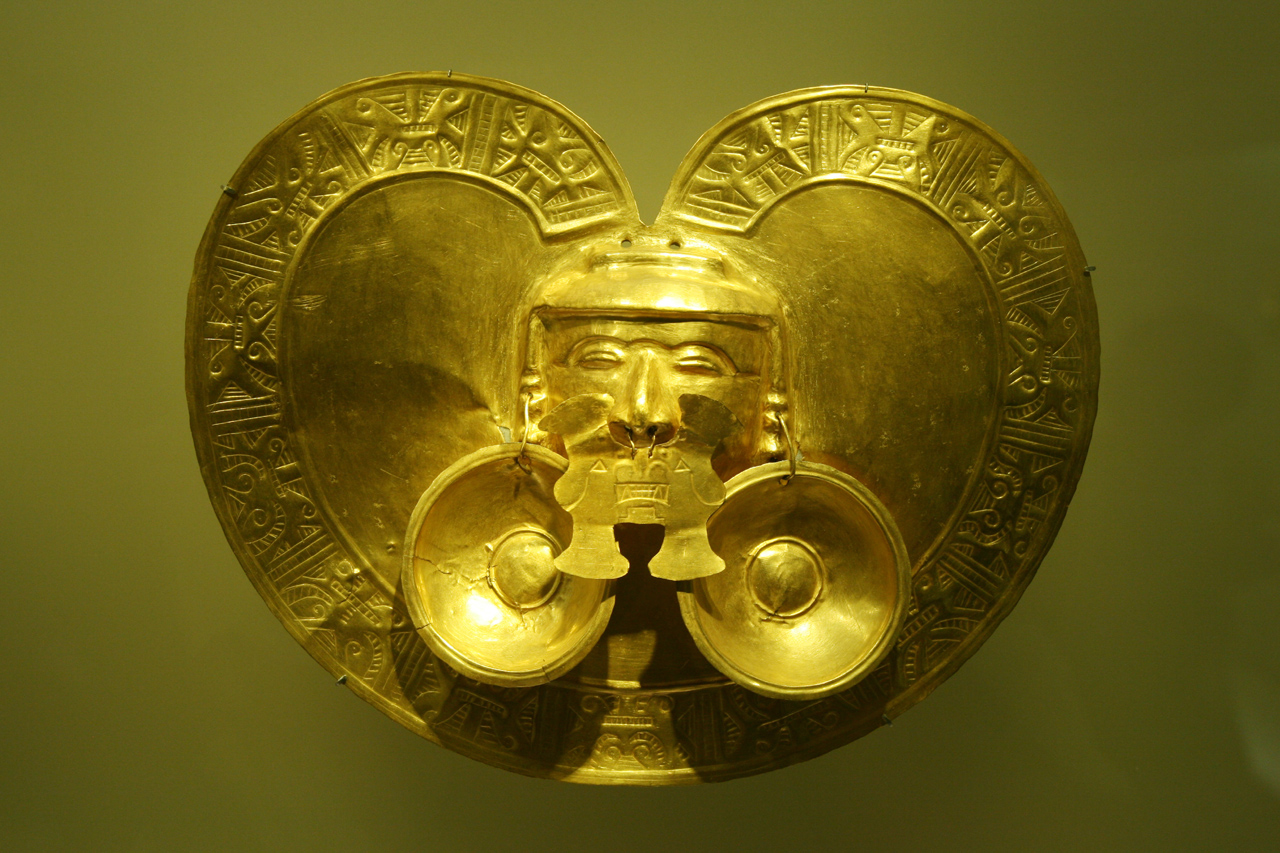
El Museo del Oro cuenta con 35.000 piezas precolombinas de oro.

Bogotá cuenta con una gran variedad de museos dentro de los que se destacan el museo del Oro. Su sede actual fue diseñada por Germán Samper Gnecco e inaugurada en 1968. Se encuentra en el costado oriental del parque Santander, en el centro histórico de Bogotá. Cuenta con 35 mil piezas de oro y tumbaga, la mayor colección de orfebrería del mundo, y casi con 30 mil objetos en cerámica, piedra, concha, hueso y textiles.
El museo Botero donado por el artista Fernando Botero y que cuenta con algunas de sus obras y varias pinturas que pertenecían a su colección privada. Otro museo a destacar es el Museo Nacional de Colombia, que es el más antiguo del país y cuenta con una importante colección de arte y frecuentemente realiza exposiciones temporales internacionales.
Otro de los museos destacados es Maloka definido como el parque temático sobre ciencia y tecnología más grande de Sur América.

## Turismo de aventura y naturaleza
Existen varias lagunas, embalses y Parques Nacionales que puedes visitar cerca de Bogotá, algunas son de fácil acceso.Dentro de Bogotá lo más representativo a simple vista son los cerros orientales, son un elemento de referencia para ubicar el oriente en la ciudad. Existen muchas rutas en las montañas de Bogotá. La quebrada La Vieja se encuentra en la calle 71 con avenida Circunvalar. 

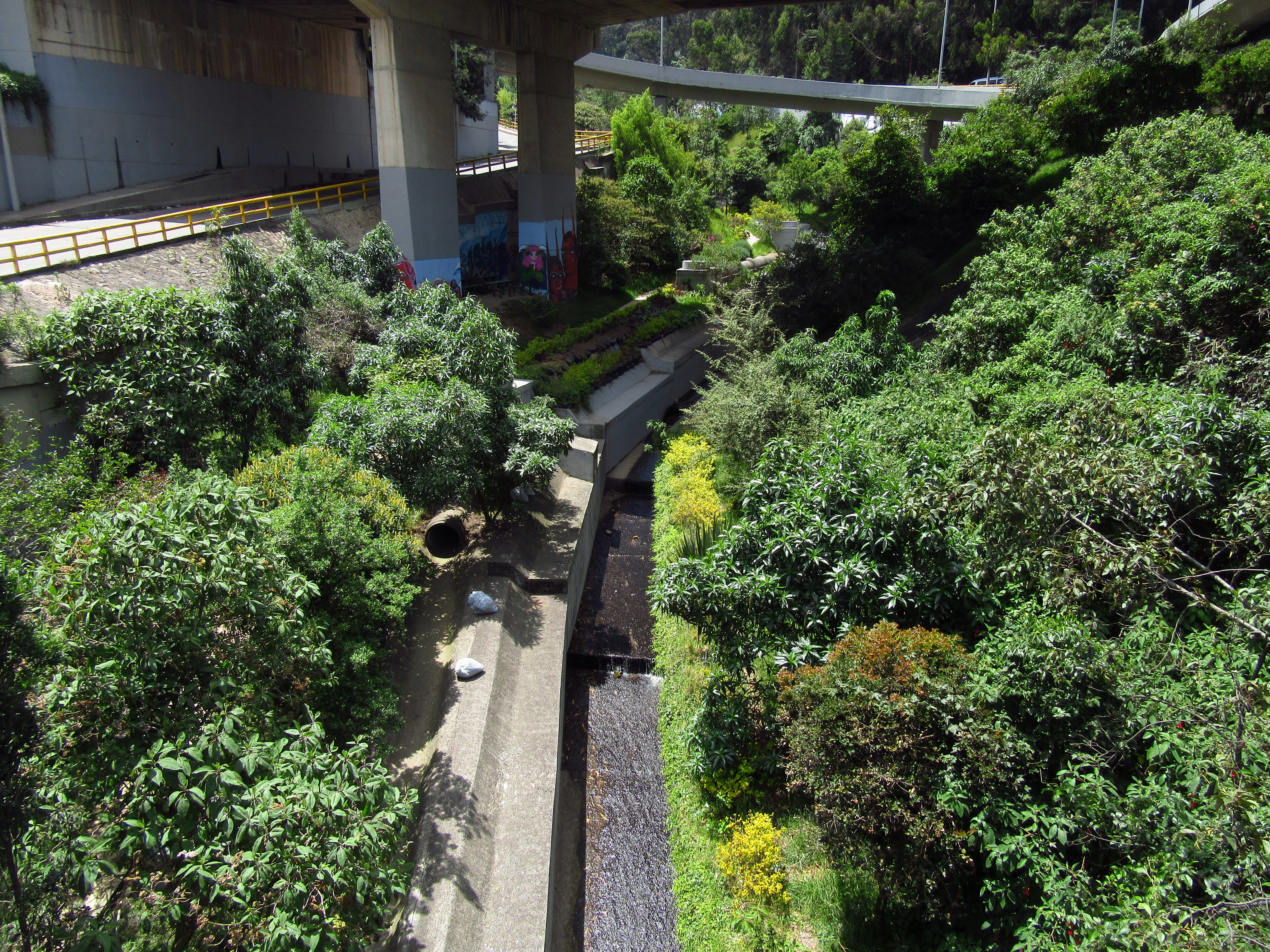
Quebrada Las Delicias a la altura de la avenida Circunvalar.

Allí el bosque alto andino es fácilmente percibido en este lugar junto con algunas otras especies introducidas que se mezclan con la diversidad del trópico. La quebrada Las Delicias se encuentra en pleno corazón entre las calle 62 y calle 57 arriba en la montaña. Tiene tres pozos de agua cristalina y una cascada de 42 metros se encuentran en el recorrido básico de lugar.
Otros sitios de interés ecológico son Las Moyas, La Cueva de la Laja, La Cruz de la Peña, el cerro del Águila en el parque Nacional, el cerro del Águila en la calle 109, el Camino del Indio desde la Calera hasta la entrada a Arboreto por la carretera Bogotá - La Calera.
Bogotá cuenta con sectores aledaños de reservas naturales donde se realizan actividades de campamento, montañismo y excursión entre otros. Una de las reservas más importantes es el Páramo de Sumapaz, que es considerado el páramo más grande del mundo. Se encuentra a una hora de la localidad de Usme al sur de la ciudad. Allí se pueden encontrar varias especies de animales como lo son: los  osos de anteojos (Tremarctos ornatus), venados, águilas y cóndores. Este páramo hace parte de la Sabana de Bogotá la cual cuenta con numerosas reservas forestales y sitios de acampada, así como lagunas y poblaciones turísticas tales como Guatavita, Neusa o Chingaza. 
Definitivamente el turismo en Bogotá es más que Monserrate y la Candelaria, hay muchas excursiones por senderos mágicos que puedes realizar. Estas actividades también se conocen como: senderismo, excursionismo, caminata, montañismo, hiking o trekking.

## Eventos y festivales
Bogotá cuenta con importantes eventos de talla internacional como el Festival Iberoamericano de Teatro de Bogotá que se realiza cada dos años en la ciudad y en la que se ofrece un gran número de obras de teatro callejero y teatro de sala provenientes de las más destacadas compañías teatrales del mundo. Es considerado el encuentro teatral más grande del mundo.
Se destacan también la Feria internacional del libro, el carnaval de Bogotá y el festival de música Rock al Parque. También tiene eventos de talla internacional con ambiente infantil y juvenil como los Kids Choice Awards Colombia", el Festival Estéreo Picnic, "SOFA" y el Club Media Fest.

## Transporte

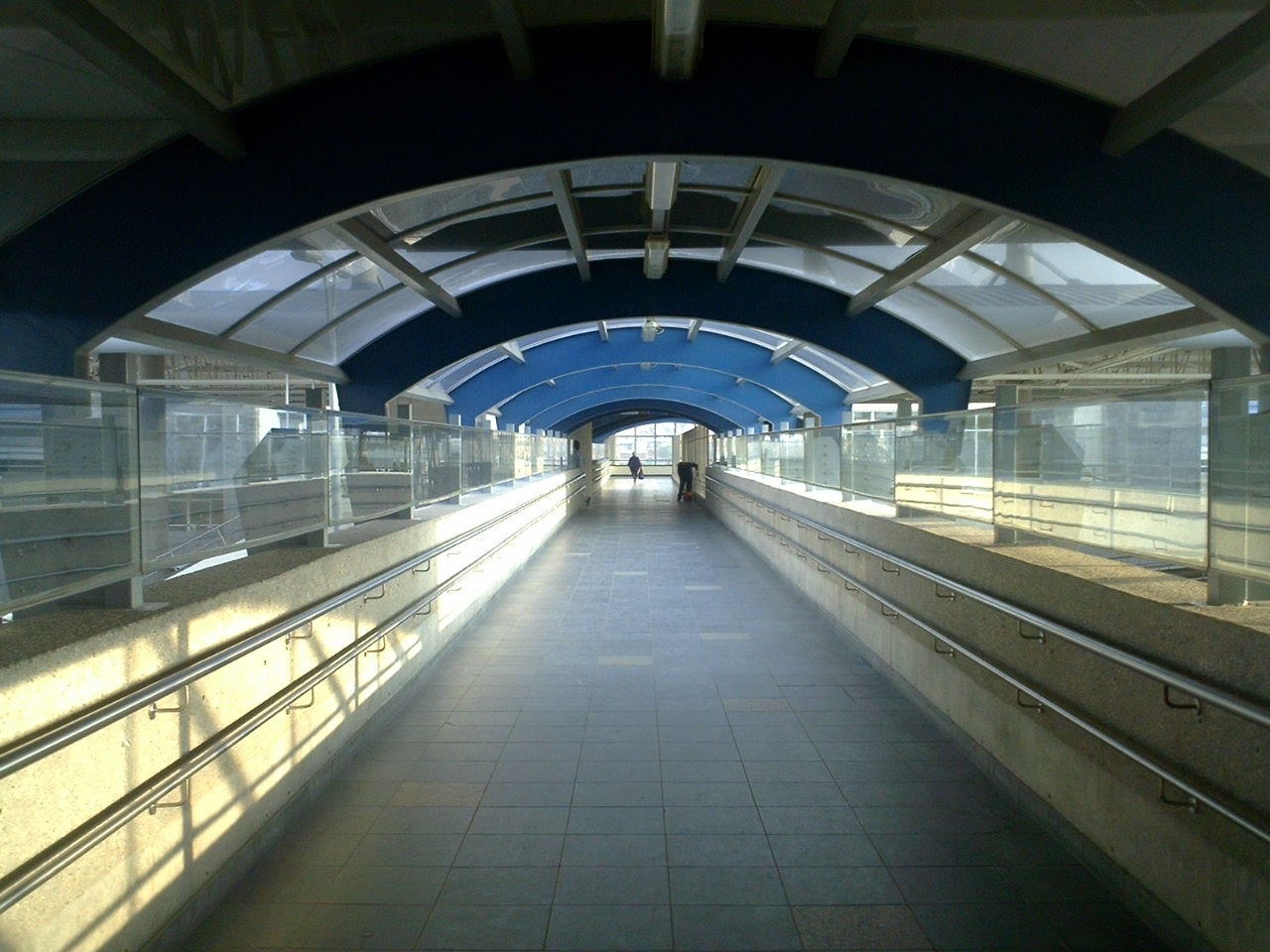
Estación Portal Américas de Transmilenio.

Bogotá cuenta con Transmilenio, el sistema de transporte masivo de la ciudad. Este permite a los usuarios desplazarse a través de la ciudad evitando el tráfico vehicular que normalmente es excesivamente alto. En las horas pico, es común encontrar largas filas de espera para acceder al servicio y buses saturados de personas hasta exceder su capacidad.
La opción de tomar un taxi dentro de la ciudad es muy segura, pero no siempre la más ágil en cuanto al recorrido, es la ciudad con más taxis de Colombia y se pueden conseguir a cualquier momento del día.
Bogotá tiene una amplia red de vías exclusivas para bicicletas, o ciclo-rutas. Los domingos y festivos, se cierran varias avenidas mayores a los carros y miles de personas que salen en bicicleta, patines y a pie.

## Parques y plazas

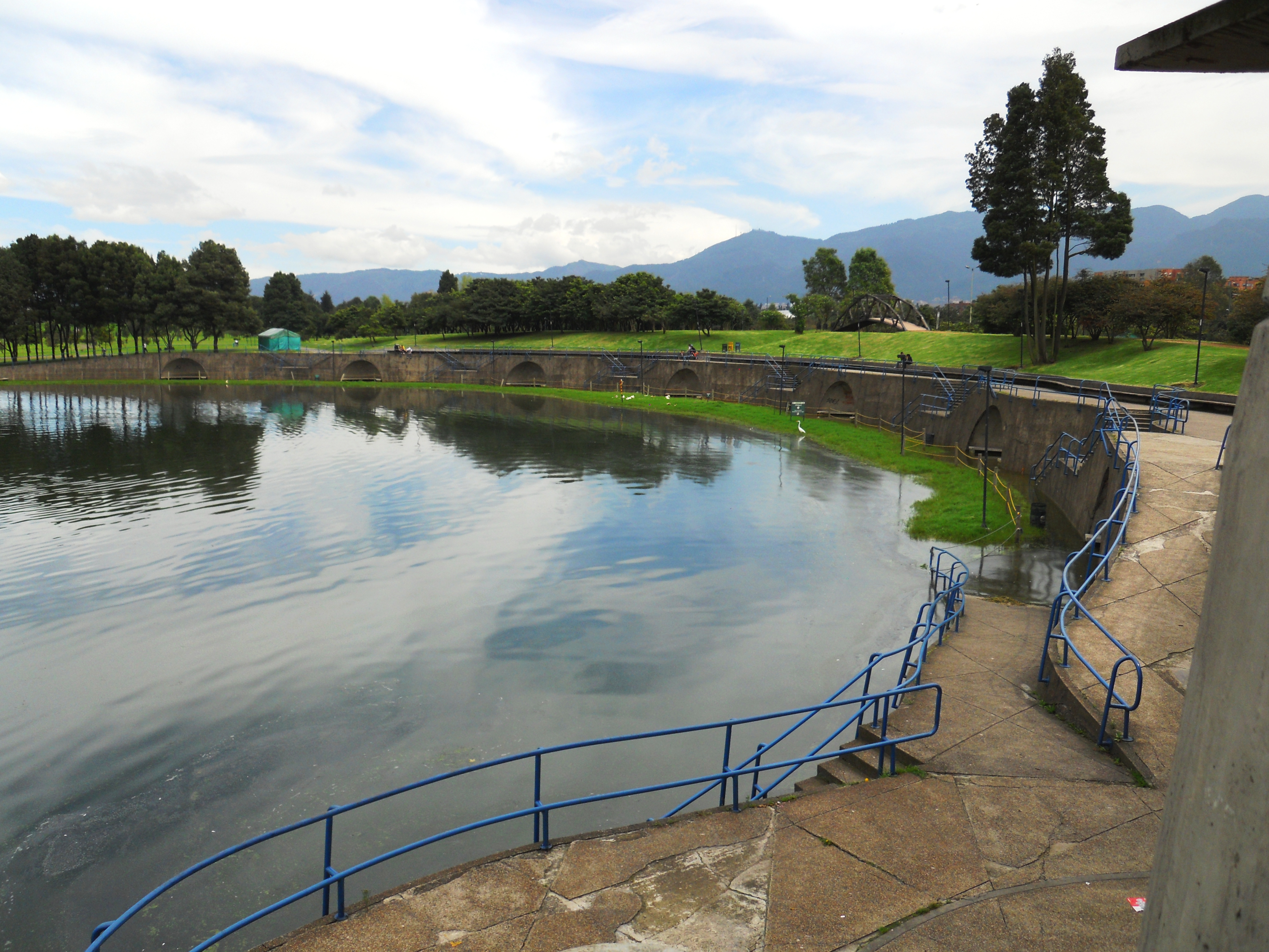
Lago del Parque Simón Bolívar.

Bogotá tiene un amplio sistema de parques que integra cada uno de estos por medio de corredores peatonales y ciclorutas, además de ser una ciudad que ha sabido conservar y mantener cada uno de sus lugares emblemáticos e ir adelantando la construcción de espacios de recreación modernos que interactúan en perfecta armonía con los antiguos.
El Parque Metropolitano Simón Bolívar es un conjunto de parques, zonas verdes y un excelente centro de desarrollo de la ciudad que se encuentra en el centro geográfico de la misma, cerca de la zona El Salitre y de la Universidad Nacional de Colombia Se empezó a construir en 1966 y durante algún tiempo solo albergó una caseta deportiva. En 1968 en ocasión a la visita del Papa Pablo VI para el 39.º Congreso Eucarístico Internacional se construyó un pequeño templo, al cual se le denominó Templete Eucarístico. Para esa época el parque ya contaba con lagos y se sembraban los primeros árboles. Posteriormente se construyó un segundo templete para la visita del Papa Juan Pablo II en junio de 1986.
Actualmente, el parque cuenta con una infraestructura de ciclovías, caminos peatonales, parqueo para automotores y una plaza ceremonial (conocida como la Plaza de Eventos) con capacidad para 140.000 personas; la mayor parte de esta infraestructura fue remodelada, restaurada o readecuada además de las adiciones de ciclorutas, alamedas y otras obras importantes. En la actualidad este parque es el escenario de muchos eventos culturales y recreativos como conciertos, ferias, festivales y competencias.

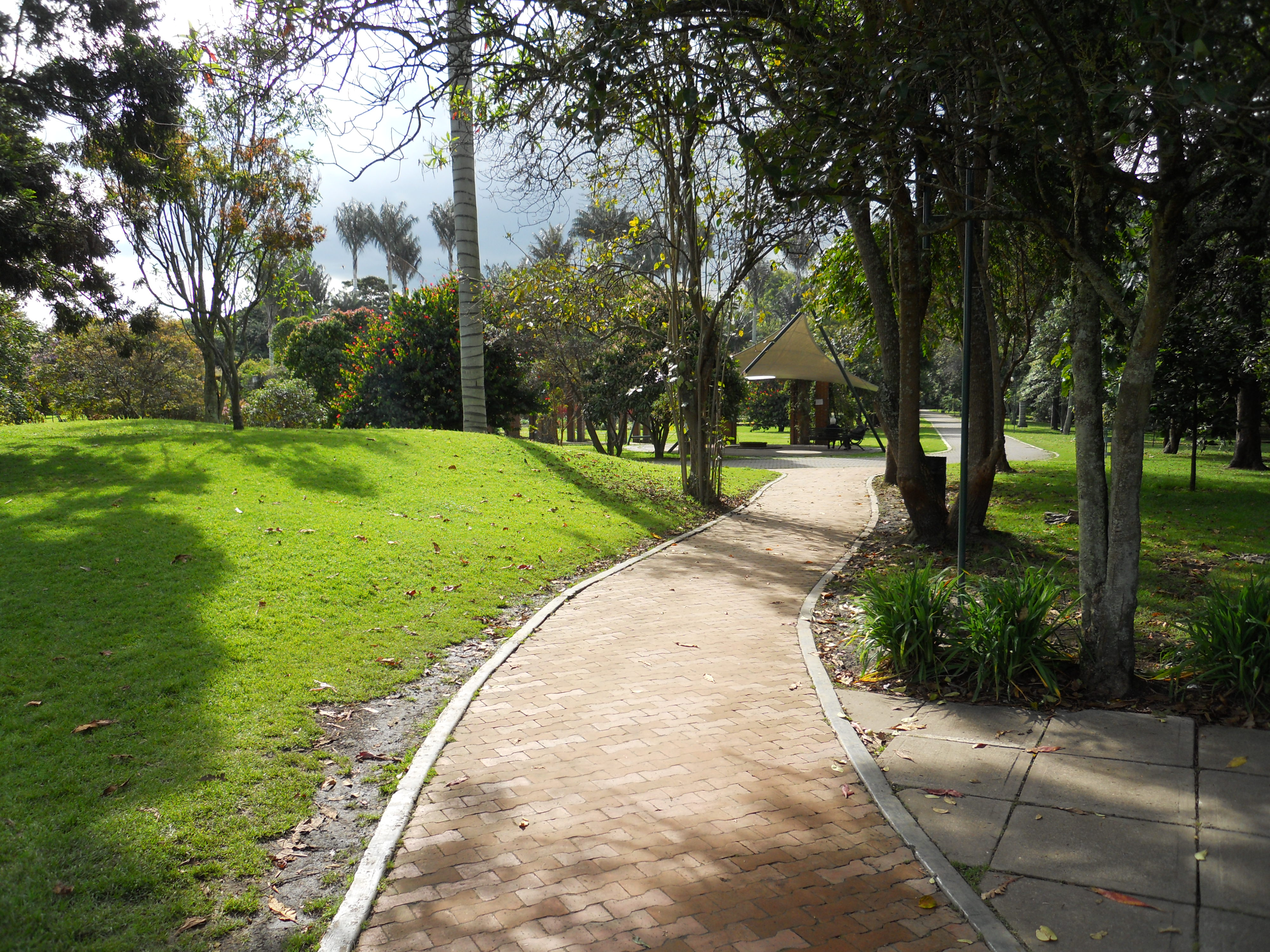
Sendero en el Jardín Botánico de Bogotá. Fue creado en 1955 y es el mayor de Colombia.

El Jardín Botánico José Celestino Mutis
El Jardín Botánico José Celestino Mutis fue creado en 1955, dándole este nombre en honor del botánico del mismo nombre, que fue uno de los primeros que estudió y clasificó la Flora del virreinato de Nueva Granada. En sus 20 hectáreas alberga más de 18206 accesiones de plantas vivas, especializándose en las del área andina. Es un escenario multicultural donde se puede disfrutar de un lago y una naturaleza silvestre muy rica, uno de los bosques de Palma de Cera más grandes del país, y adaptaciones y representaciones naturales vivas de páramo, selva amazónica, paisaje andino, llanura de la Orinoquía, pantano, etc.

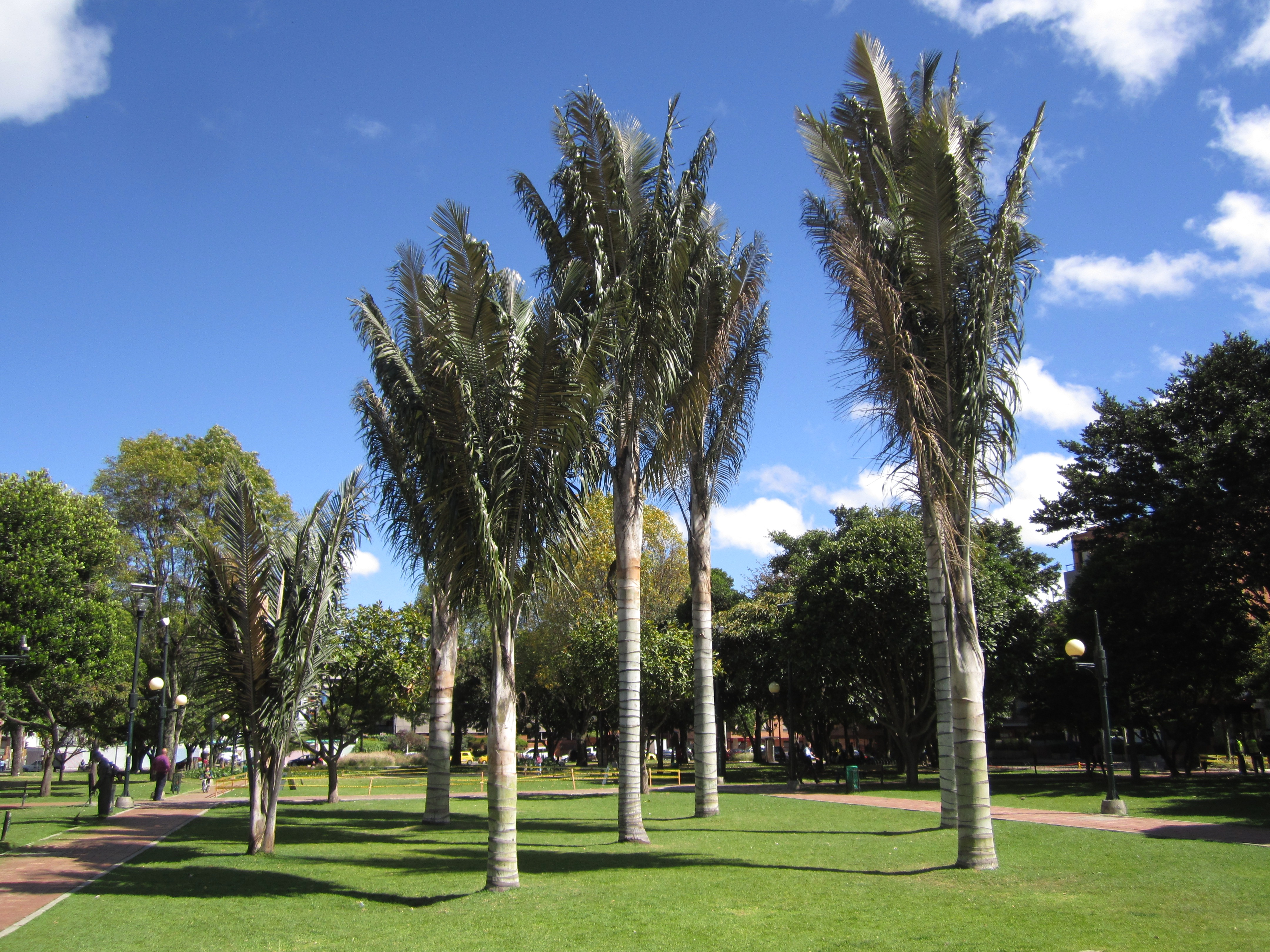
El Parque de la 93 agrupa una gran variedad de bares, restaurantes, cafés y heladerías.

El Parque de la 93 se encuentra ubicado en el barrio El Chicó, una de las zonas más distinguidas de la ciudad, es polo del desarrollo comercial, es de estilo internacional y su alrededor se pueden encontrar importantes restaurantes de cocina internacional, bares y centros comerciales.
El Parque Metropolitano El Tunal es un parque ubicado en el sur de la ciudad al que se puede llegar en TransMilenio. Está ubicado cerca del populoso barrio bogotano El Tunal, zona residencial que en sus cercanías incluye uno de los más antiguos centros comerciales de la metrópoli, Centro Comercial Ciudad Tunal. Está integrado a la Biblioteca El Tunal, administrada por Biblored e incluye diferentes zonas completas para la práctica de los deportes, parques infantiles, escenario para eventos, puntos de comida y diferentes pequeños lagos; está en uno de los puntos más contaminados del sur de Bogotá.
El Parque de la Independencia se ubica justo frente al Centro Internacional de Bogotá, considerado como uno de los parques de mayor tradición en la ciudad; se inauguró en 1910 para celebrar el primer centenario de la independencia de Colombia. Es muy conocido el Pabellón o Quiosco de la luz, bella pieza arquitectónica de estilo neoclásico, obra del arquitecto italiano Pietro Cantini. También es muy conocido dentro del Planetario de Bogotá y la Plaza de Toros además de un armónico conjunto que forman junto con el Museo de Arte Moderno en este terreno inclinado lleno de bosques de eucalipto.
El Parque nacional Olaya Herrera cuenta con 283 hectáreas y con alturas comprendidas entre los 2.600 y los 3.154 metros de altura. El sector occidental concentra los valores históricos, culturales y recreativos del lugar: teatro infantil El Parque, canchas de fútbol, microfútbol, tenis, voleibol, baloncesto y hockey. El sector oriental, comprendido entre la avenida Circunvalar y los cerros Orientales está provisto de gran biodiversidad en flora y fauna, abundantes fuentes de agua y generosa arborización, predominando los bosques de eucaliptos, acacias, urapanes y cipreses.

## Parques de diversiones

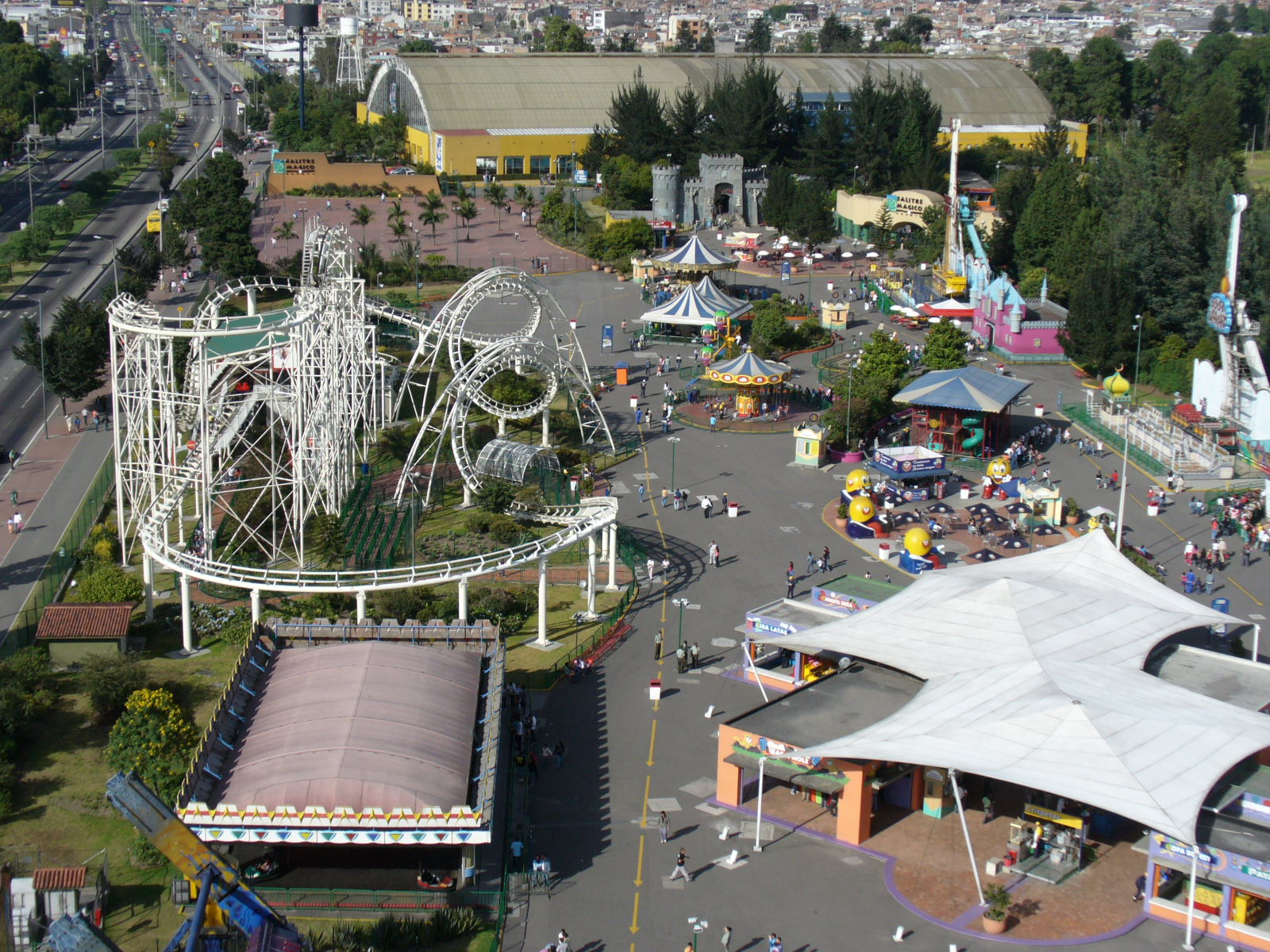
Parque Salitre Mágico

El Parque el Salitre, es un área recreativa que forma parte del Parque Metropolitano Simón Bolívar que incluye atracciones mecánicas; el parque de diversiones conocido por la rueda panorámica desde donde se alcanza una vista perfecta de toda la ciudad (Similar al London eye en Londres) y las tres montañas rusas de alto impacto únicas en Colombia además de atracciones para toda la familia.

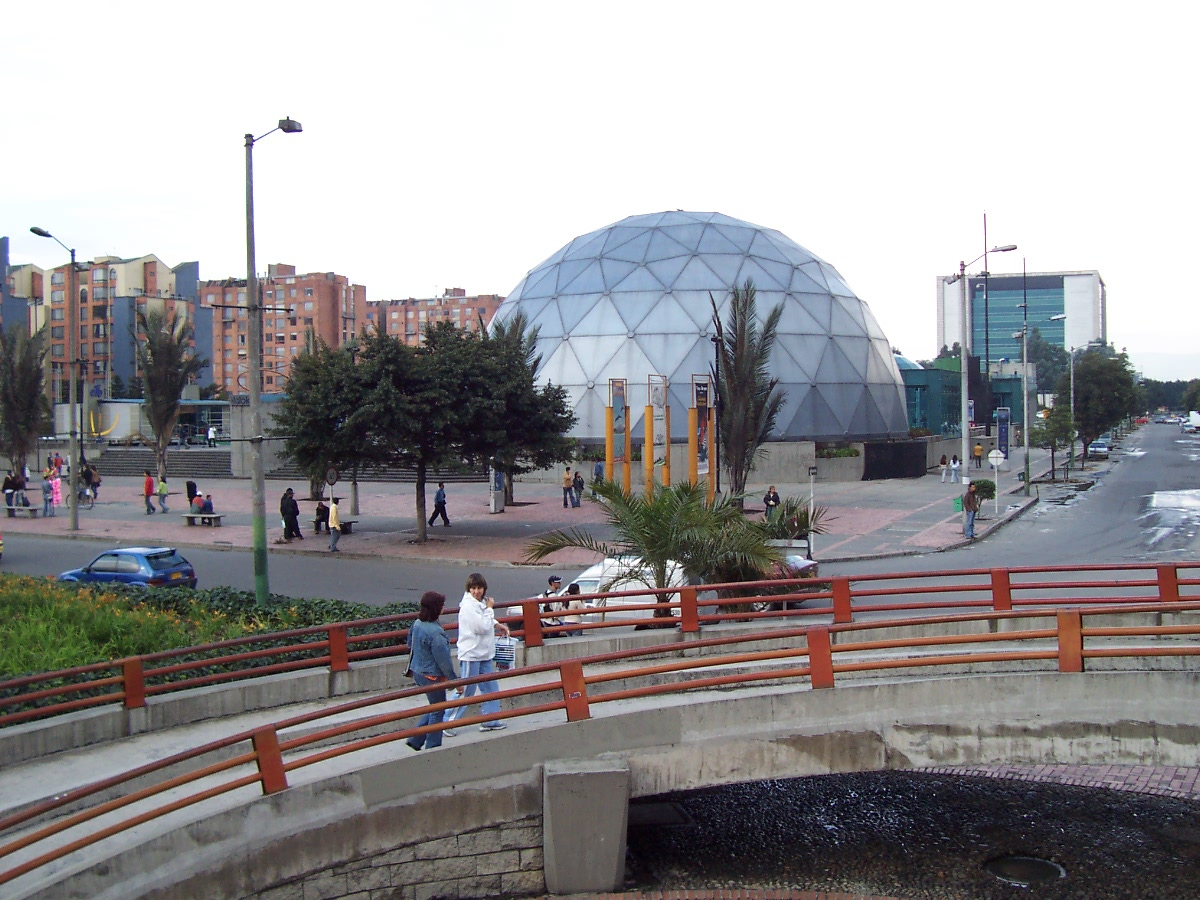
Parque Temático Maloka.

Entre las instalaciones principales se encuentra el Salitre Mágico. El Segundo este parque de atracciones fue construido en los terrenos del antiguo parque El Salitre y ofrece una de las ofertas de entretenimiento más completas del país, tiene un parque acuático y dos de las más modernas montañas rusas de Colombia, además de atracciones para todas las edades, zonas de juegos de destreza, comidas y un amplio aparcadero.
El Mundo Aventura, parque temático que es tal vez el más popular de la ciudad, en él se pueden encontrar distintas áreas destinadas a cada edad, un ejemplo de ello es Mundo Pombo; un lugar destinado a los niños con atracciones para los más pequeños. Entre sus atracciones más famosas se encuentran su Zona para Paintball, el Skycoaster, el Extreme y los Troncos, atracción familiar donde las personas viajan en barcas y bajan de dos caídas de agua donde son totalmente salpicadas de agua. Actualmente en el Parque Mundo Aventura se realiza el Evento Terror al Parque durante los fines de semana de octubre, en el que los turistas puede presenciar de espectáculos y visitar las estaciones de terror en medio de un ambiente de Halloween.
Maloka fue el primer centro interactivo de ciencia de Latinoamérica, se encuentra ubicado en el sector de Ciudad Salitre, cerca del Centro Comercial Salitre Plaza, es casi en su totalidad subterráneo y contiene diferentes módulos donde se explican conceptos de la tecnología y la ciencia de forma interactiva, tales como las telecomunicaciones, la biodiversidad, el espacio, la ciudad, la física, la matemática, etc. Además de esto tiene una tienda, un restaurante y un teatro domo, llamado Cinedomo donde presentan películas de efectos especiales y documentales de interés general.

## Bibliotecas
Bogotá tiene el más completo cubrimiento en bibliotecas del país lo que la convirtió, en el 2007 en la Capital Mundial del Libro.Estos son algunos de estos centros de la cultura que son polos de desarrollo pedagógico de la ciudad.

La Biblioteca Virgilio Barco está ubicada en un sector muy central de la ciudad, cerca del Parque Metropolitano Simón Bolívar, en sus alrededores se puede disfrutar de áreas verdes y ciclorrutas. Tiene el servicio de aparcadero subterráneo, y la biblioteca diseñada por el arquitecto Rogelio Salmona alberga 150.00 volúmenes en un área de 16.092 metros cuadrados. La biblioteca es considerada un hito en la arquitectura contemporánea colombiana y una de las mejores obras de su autor.

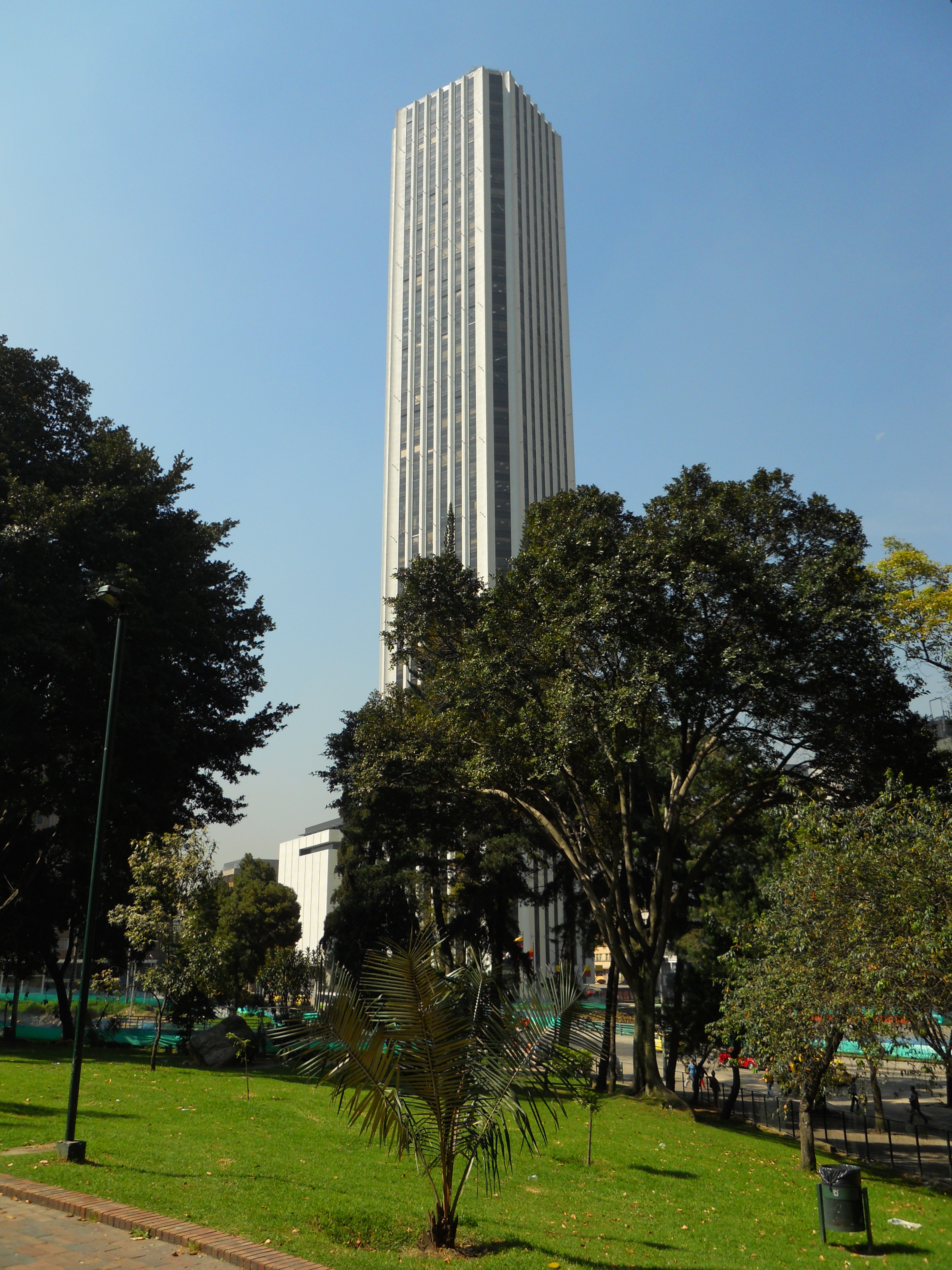
Torre Colpatria desde el Parque de la Independencia. Hasta 1982 fue la más alta de Latinoamérica y hasta 2016 la más alta de Bogotá.

La Biblioteca El Tunal se encuentra ubicada al sur de la ciudad y forma parte del Parque El Tunal; en su interior existen espacios para el esparcimiento de la cultura, en total alberga 110.000 volúmenes. Tiene una sala de lectura con catálogos electrónicos,  hemeroteca, salas para trabajo de grupo, salas de computadores destinados a internet, multimedia y capacitación. También hay una videoteca, fonoteca, reprografías con impresión de documentos digitales. El área infantil consta de una sala de lectura, computadores, ludoteca y patios para actividades al aire libre. Todo esto se encuentra en una construcción de 6.826 metros cuadrados.  

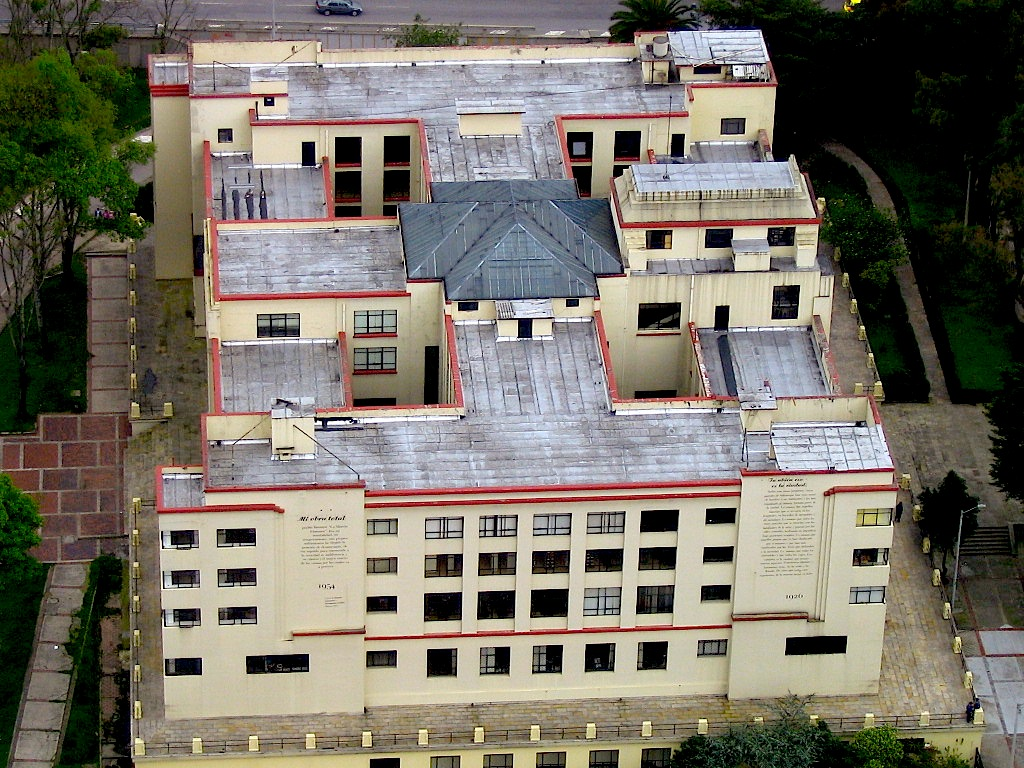
Biblioteca Nacional.

### En el centro de la ciudad
La Biblioteca Nacional de Colombia fue la primera biblioteca nacional en América, se encuentra en frente al Parque de la Independencia, cerca del Centro Internacional de Bogotá; fue fundada en el siglo XVIII y cuenta con cerca de dos millones de impresos dentro de los cuales se pueden encontrar verdaderas joyas editoriales de la historia colombiana y universal. Su colección incluye 48 libros incunables universales, 610 volúmenes de manuscritos, numerosas ediciones elzevirianas, cerca de 30 000 libros publicados antes de 1800 y numerosos libros raros y curiosos. 
Las primeras publicaciones colombianas de 1738 comparten su espacio con los primeros impresos de Perú y México (del siglo XVI). La Hemeroteca Manuel del Socorro Rodríguez cuenta con una completa colección de prensa colombiana del siglo XIX que incluye el Aviso del terremoto, el primer periódico conocido en la historia de Colombia. La biblioteca tiene prácticamente todos los libros impresos en Colombia desde 1830. 
La Biblioteca Luis Ángel Arango está ubicada en el sector de La Candelaria es la más importante biblioteca del país y una de las más grandes de América Latina, es la mayor biblioteca y centro cultural de la ciudad, aunque no forma parte de la red de bibliotecas públicas de BibloRed, ya que no está administrada por la Alcaldía. Está situada en el barrio de La Candelaria, en el centro histórico. Con unos 10 000 usuarios diarios. Posee, además, un sistema de préstamo por internet que posibilita la entrega de publicaciones a domicilio.

## Otros lugares de interés cultural
El Planetario de Bogotá se encuentra ubicado en el Centro Internacional, en el Parque de la Independencia, fue abierto en 1969 y desde entonces es sede de una serie de proyecciones de las constelaciones y el universo además de tener en la exposición de fragmentos de la misión Apolo y una sala del Museo Bogotá.

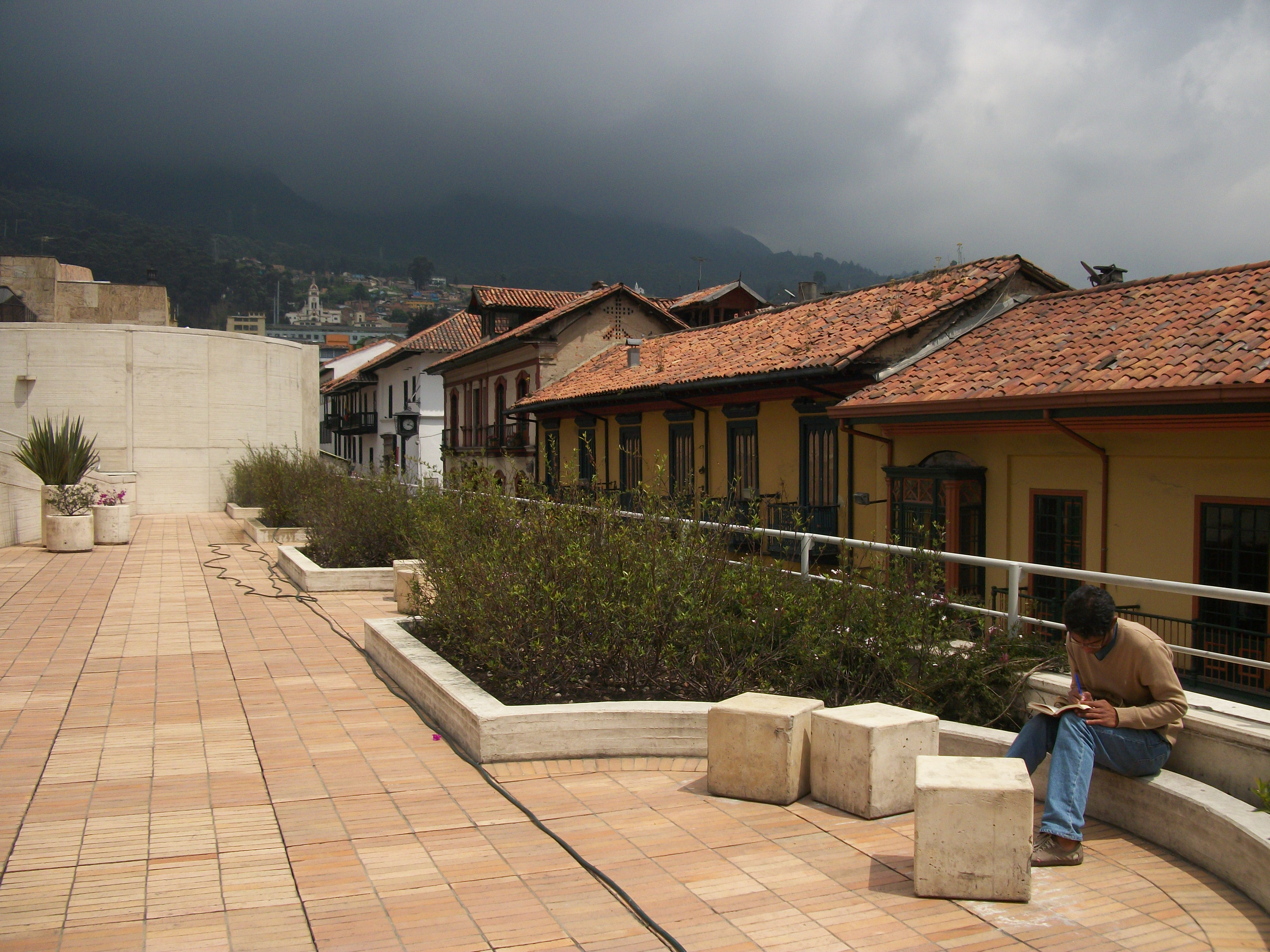
Terraza del Centro Cultural Gabriel García Márquez.

El Centro Cultural Gabriel García Márquez fue la última obra del arquitecto colombiano Rogelio Salmona, cuenta con varias alternativas para comer y tomar café, además de plazas y patios con fuentes, salas de exposiciones y librería; todo ubicado en La Candelaria, el corazón cultural de la ciudad.

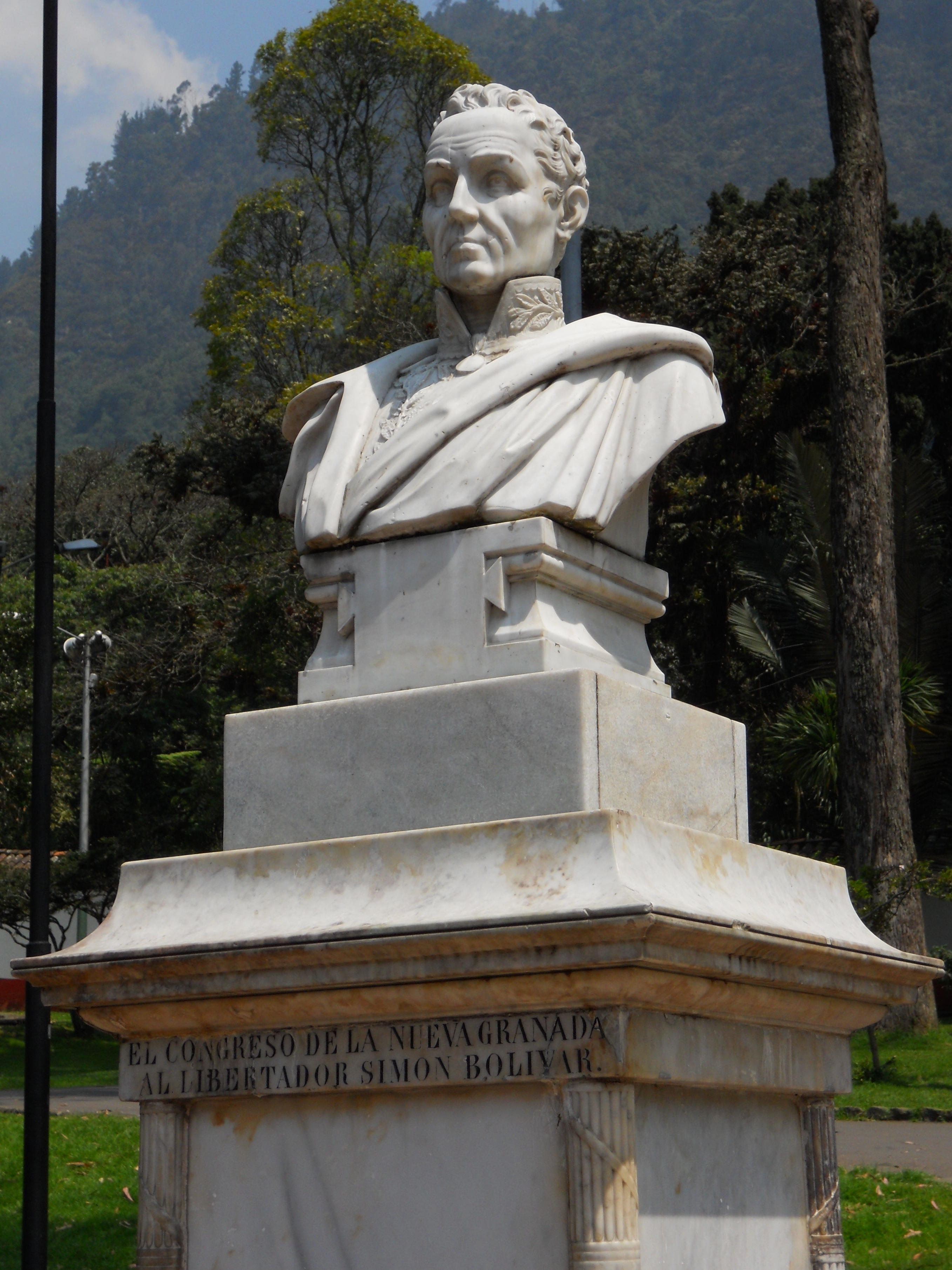
Busto de Simón Bolívar en la Quinta de Bolívar.

La Ciudad Universitaria de Bogotá o "ciudad blanca" es el campus universitario más grande de Colombia, pertenece a la Universidad Nacional. Su arquitectura es representativa de la influencia moderna en la ciudad durante el siglo XX. Se encuentra al occidente de la ciudad. Es a su vez la sede de la Orquesta Filarmónica de Bogotá.
La Quinta de Bolívar es un museo dedicado a Simón Bolívar, ubicado a los pies del cerro de Monserrate en la terminación del Eje Ambiental donde se guardan objetos de este como su espada, vestimentas y se representa en una quinta colonial.
El Centro Cultural La Media Torta fue el primer teatro al aire libre que tuvo Colombia, ubicado sobre la avenida Circunvalar, donde se celebran eventos de carácter gratuito como danzas, teatro, música, etc.
La Fundación Gilberto Alzate Avendaño es un centro cultural de La Candelaria, a cargo del gobierno distrital, donde se puede encontrar distintas salas de exposición, biblioteca y una auditorio.
Corferias es un epicentro de eventos de tipo empresarial y cultural. Anualmente aquí se lleva a cabo la mundialmente reconocida feria del libro. En 2008 fue centro importante en el Festival Iberoamericano de Teatro, donde se le concedió el sobrenombre de "la ciudad teatro", otro evento igualmente importante llevado a cabo en junio del mismo año fue Campus Party.
La Mirador Colpatria es uno de los principales miradores de la ciudad, lugar privilegiado para observar la ciudad en toda su inmensidad desde la terraza del edificio más alto de Bogotá, cuenta con telescopios para observar curiosos detalles sobre las calles capitalinas.
Creado en 1836 Cementerio Central es el más antiguo de la ciudad, declarado monumento nacional y considerado como museo por su valor histórico, arquitectónico y cultural; allí se encuentran alojados los restos de varios próceres, presidentes, escritores y líderes del país. En él se programan habitualmente recorridos turísticos guiados.

### Archivos
El Archivo General de la Nación fue el primer archivo de Colombia y obra del arquitecto Rogelio Salmona, es un edificio que guarda los archivos históricos de la nación, construido en ladrillo con sus espacios distribuidos en plazoletas y jardines.

El Archivo de Bogotá está diseñado como un centro cultural donde es guardada la memoria histórica de la ciudad. Cuenta con sala para exposiciones y auditorio, entre otros servicios; se ubica en la localidad de Santa Fe a pocas cuadras de la Plaza de Bolívar.

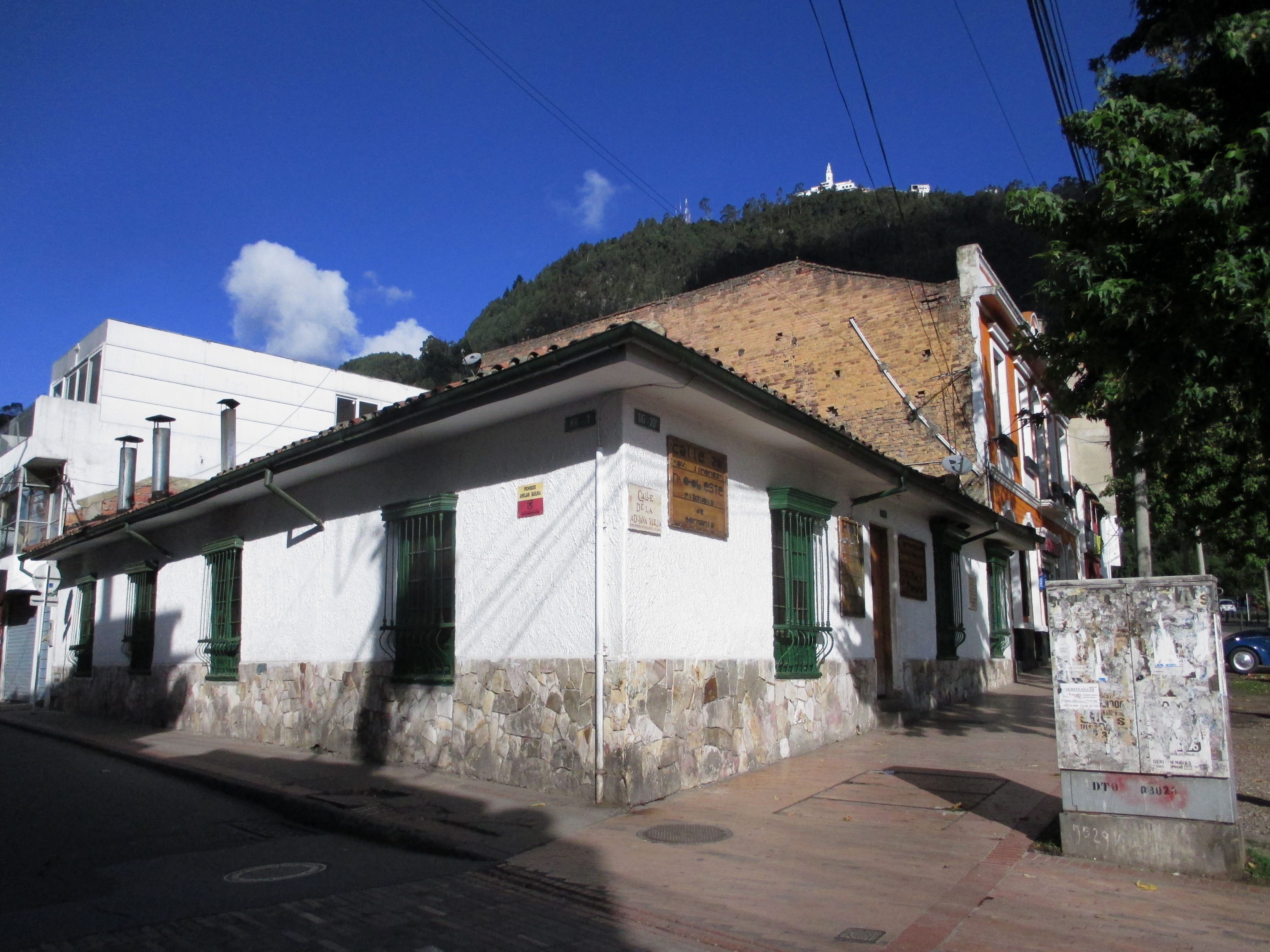
Casa en el Eje Ambiental en la parte alta del barrio Germania.

## Centros comerciales

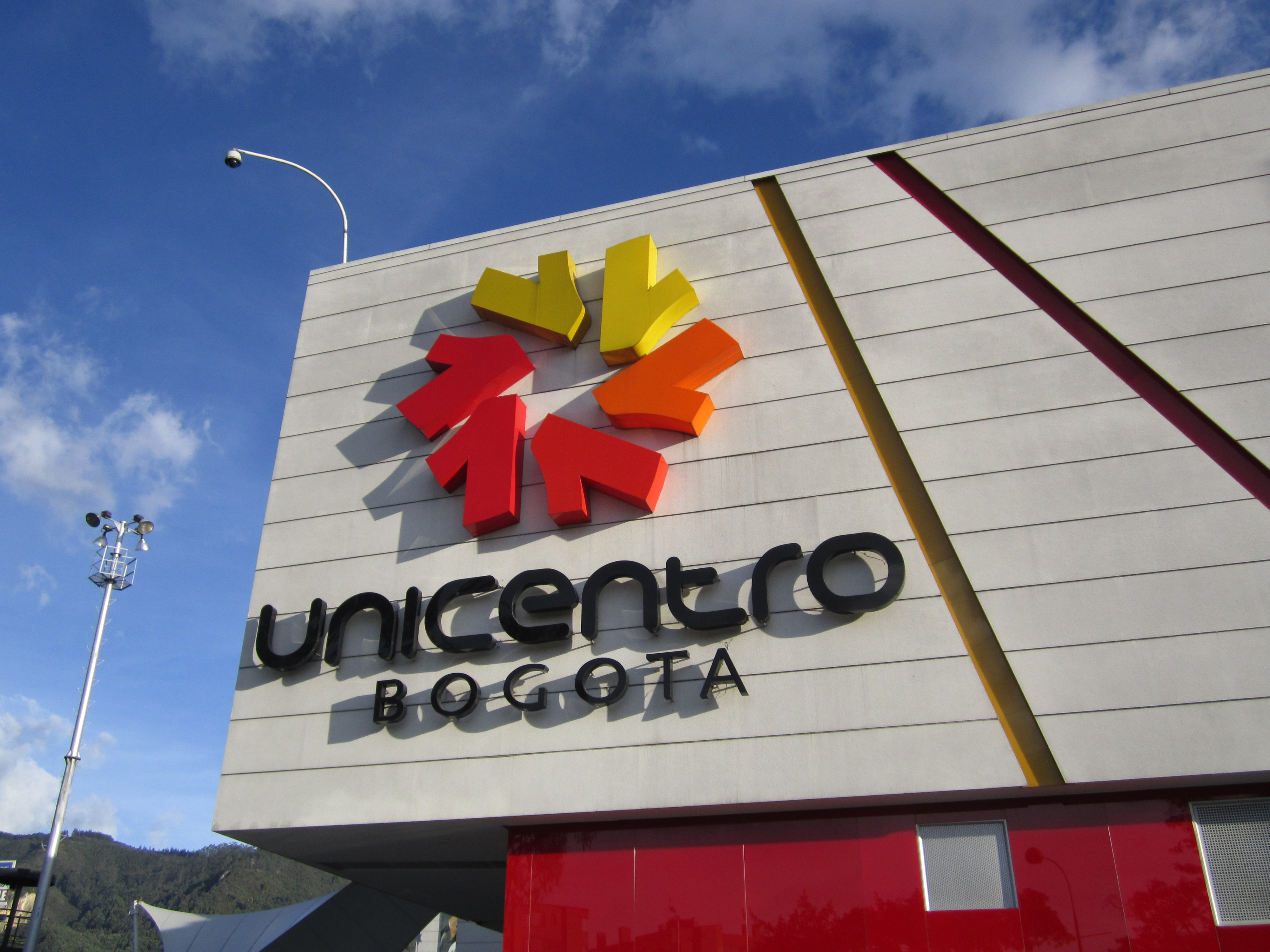
Unicentro Bogotá, primer centro comercial inaugurado en 1976.

Unicentro fue inaugurado en 1976. Es uno de los primeros ejemplos de una tendencia creciente hacia el desarrollo de grandes centros comerciales Multiplex en Colombia que comenzó en los años 1970 y años 1980, caracterizando al desarrollo comercial de las zonas cercanas a la carrera 15 y a la calle 127 en el norte de Bogotá.

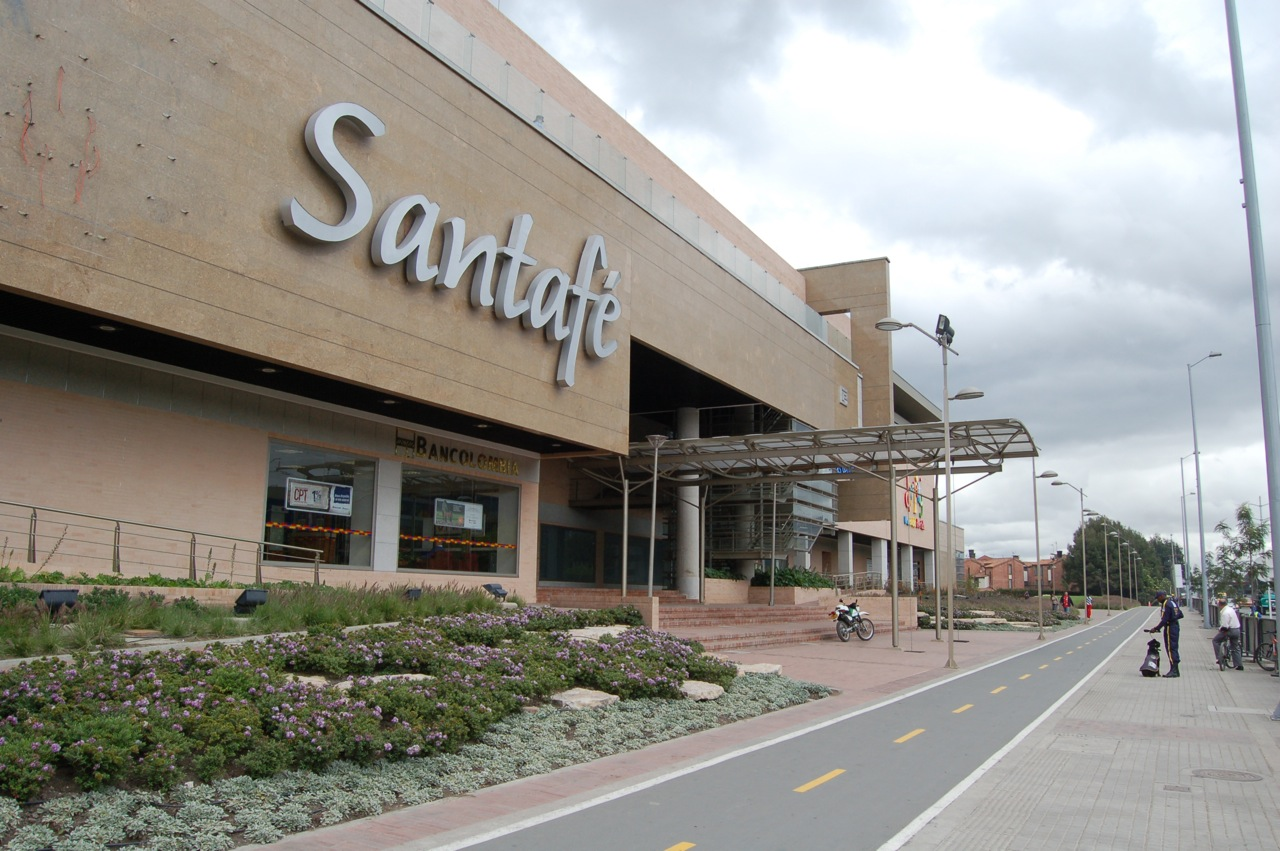
Centro Comercial Santafé.

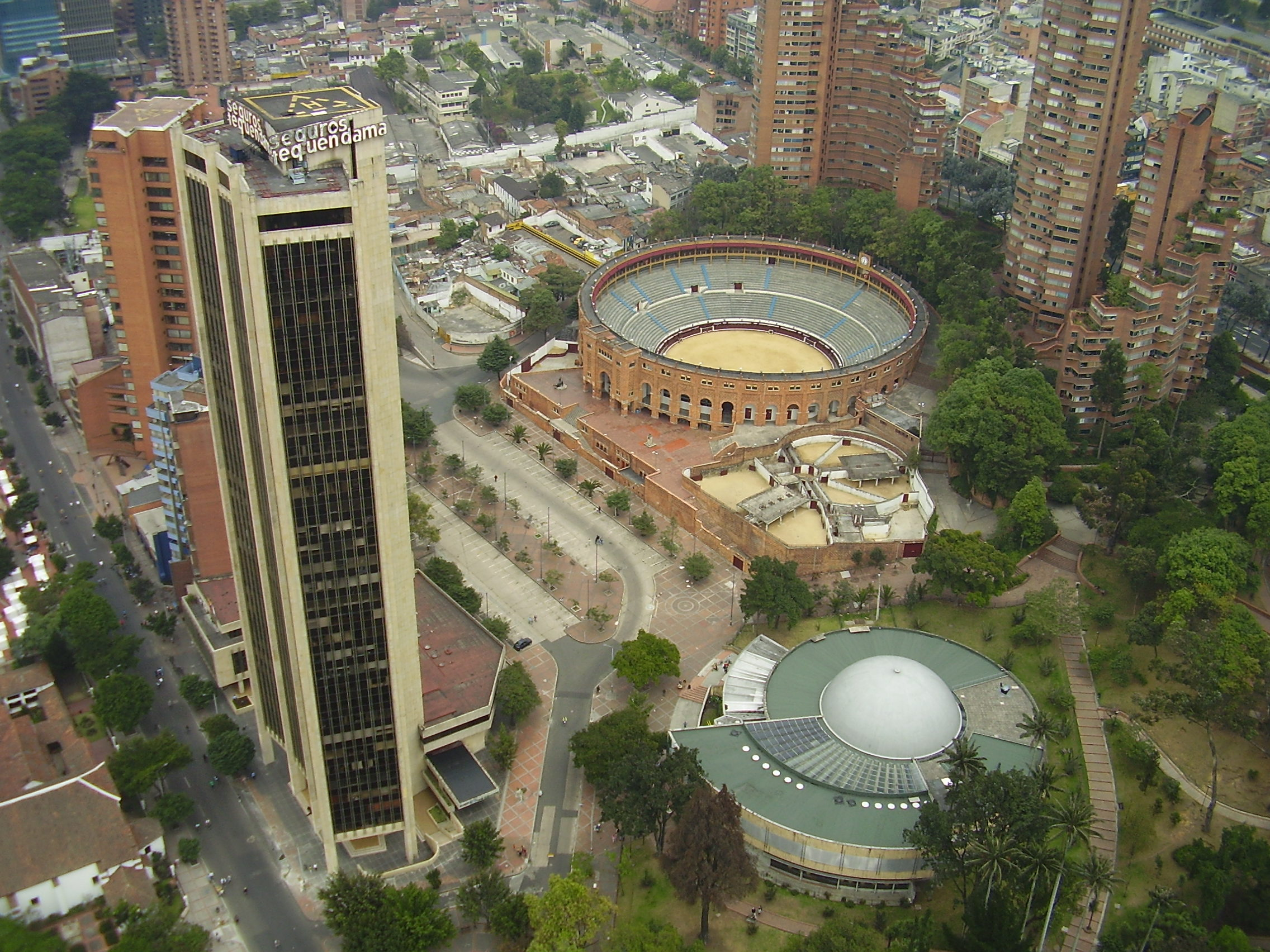
Mirador Colpatria.

El Centro Comercial Santafé es el segundo mayor centro comercial de Colombia, inaugurado el 13 de mayo de 2006. Cuenta con un área de 21,5 ha, distribuidos en unos 500 locales en tres plantas (incluyendo una plazoleta de comidas con 26 locales y 1.500 sillas) y 10 salas de cine. Tiene dos mil trescientos espacios de estacionamientos; también cuenta con un auditorio. Está en la localidad de Suba, al norte de Bogotá, sobre la autopista Norte con calle 183. Tiene acceso por los buses de los municipios aledaños de la ciudad y por la ruta alimentadora del sistema TransMilenio proveniente del Portal del Norte.

El Centro Mayor se ubica en el sur de la ciudad. Es el centro comercial más grande de Colombia y el tercero de América Latina. El proyecto fue realizado en un terreno que había sido urbanizado y destinado para este fin desde los años 80, ubicado en el sector de Villa Mayor, sobre la avenida NQS con calle 38 Sur, equidistante de tres grandes puntos comerciales del sur de Bogotá: Venecia, Restrepo y Plaza de las Américas. Se inició su construcción en febrero de 2008 y abrió sus puertas el 26 de marzo de 2010.

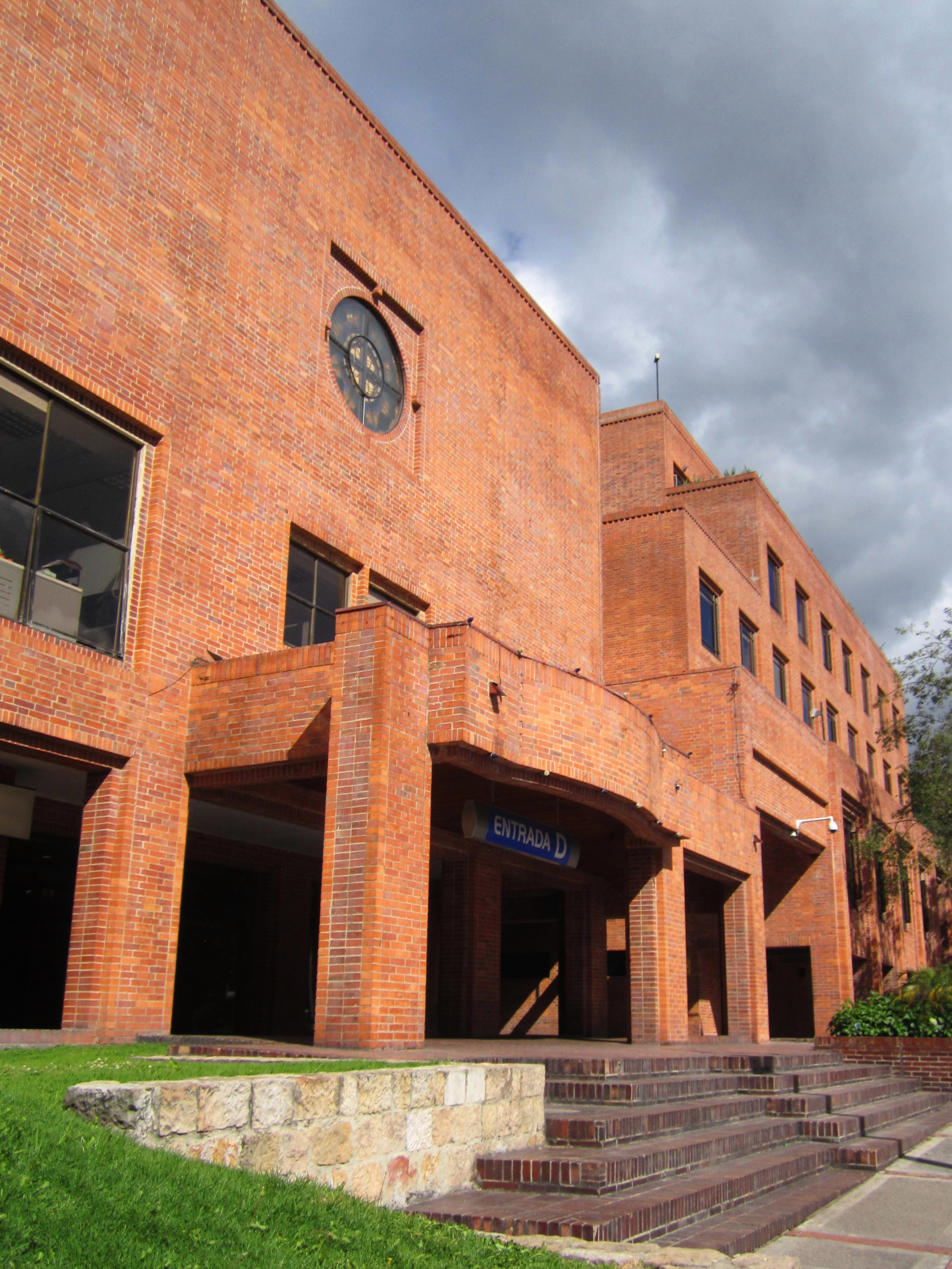
Entrada lateral del centro comercial Hacienda Santa Bárbara.

Salitre Plaza se encuentra en el sector de Ciudad Salitre y tiene 286 locales para satisfacer a su público, tiene amplios espacios, plazoletas y un pasillo con luz natural en cada uno de sus pisos además de tres invernaderos. Distribuido en cinco pisos de los cuales dos son sótanos de parqueadero cubierto con capacidad para 982 vehículos.

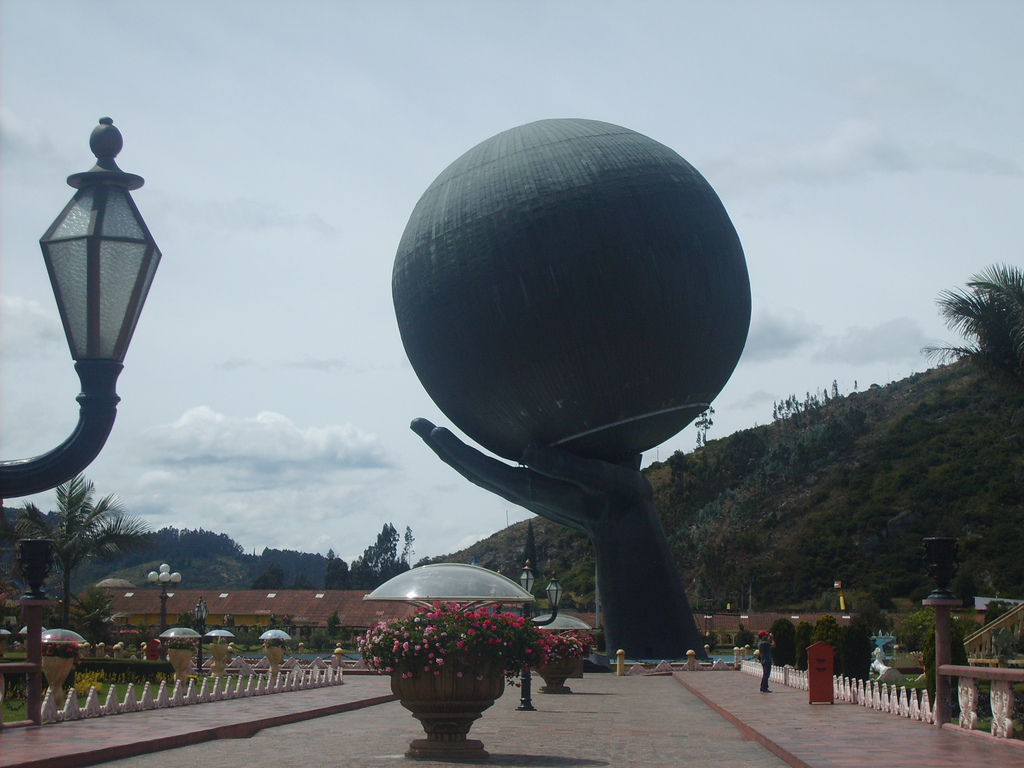
La mano de Dios en el Parque Jaime Duque.

Por último, el Centro Comercial Gran Estación se inauguró en 2006. Está ubicado a 10 minutos del Aeropuerto Internacional El Dorado. Cuenta con una plazoleta pública, con colores como los de un ajedrez. Un monumento al ajedrez. Esta plazoleta se llama Plaza Metropolitana de Los Alfiles. Tiene 362 locales y una área construida 126.000 m².

## Vida nocturna
La ciudad de Bogotá cuenta con varias zonas de discotecas, bares y cafés. 
La Macarena, a la altura de la carrera Cuarta entre las calles Veintiséis y Veintiocho, cuenta con restaurantes y bares de diferentes estilos, conociéndose el lugar como la zona M.

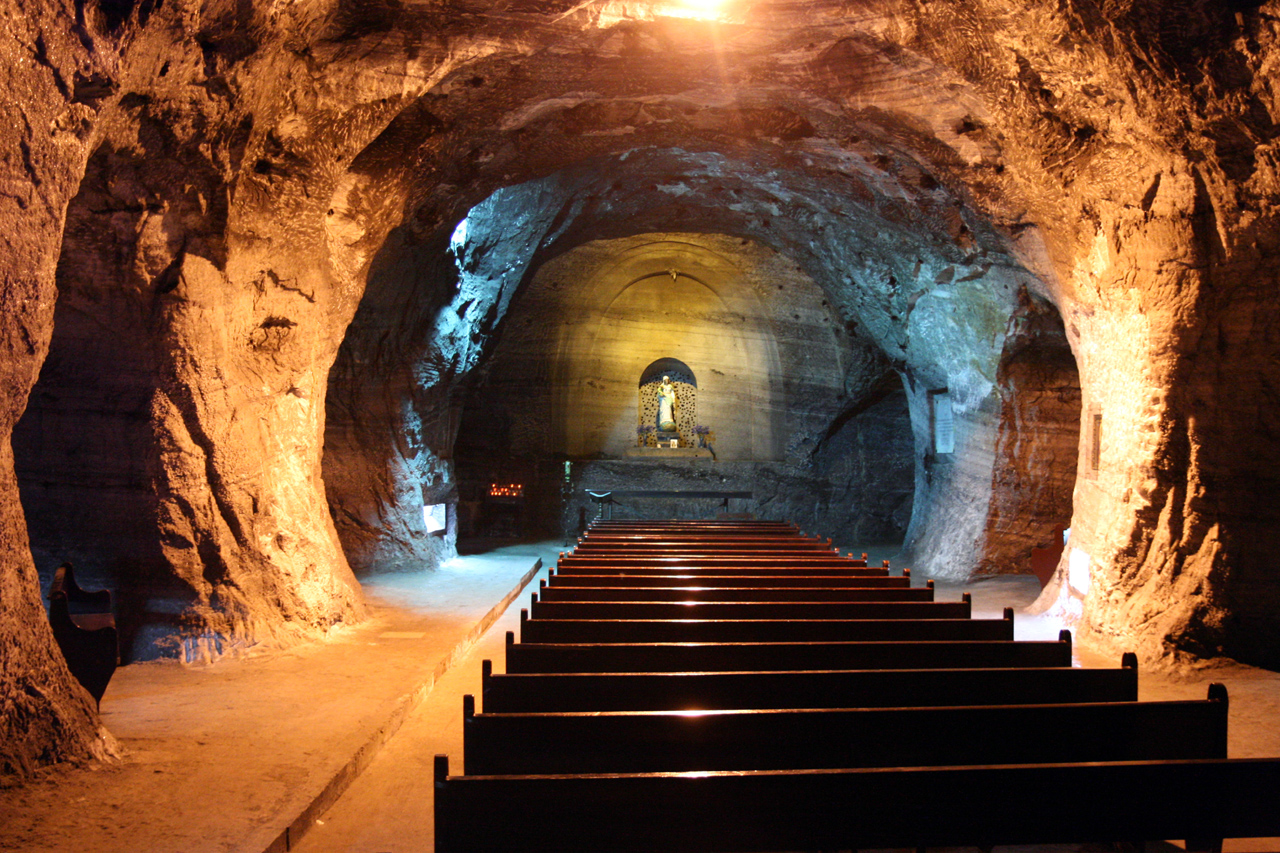
Capilla de la Catedral de Sal de Zipaquirá.

La Zona Rosa, situada al norte de la ciudad, entre las calles 79 y 85y las carreras 11 y 15, cerca del centro comercial Andino. Frente a su salida está la zona T, que es un pasaje peatonal adoquinado donde hay restaurantes, cafés, almacenes y joyerías con atractivas vitrinas y una galería ambulante donde se llevan a cabo exposiciones de fotografía.
Usaquén, una de las localidades más al norte en la capital. Hacia el costado oriental de la carrera Séptima entre calles Ciento dieciséis y Ciento veinte, en medio de casonas republicanas y vías peatonales, se encuentran numerosos bares, discotecas y cafés.
La Calera, un municipio vecino a Bogotá, reúne numerosas discotecas visitadas especialmente durante la noche, aprovechando la excelente vista que se tiene sobre la capital.
Otras zonas de ocio ubicadas al sur de la ciudad son la avenida Primero de Mayo a la altura de la avenida Boyacá y el barrio Restrepo. Además, está creciendo una destacada zona de bares y discotecas en las cercanías del municipio vecino de Chía.

## Peregrinaciones y turismo religioso
En Bogotá existen varios templos dedicados a ritos religiosos, en su mayoría católicos, un ejemplo de ello es la adoración de El Divino Niño en el tempo del mismo nombre, ubicado en el barrio 20 de Julio al sur de la ciudad; también está la famosa peregrinación al santuario del Señor Caído de Monserrate, además de esto la ubicación del santuario, a 3.200 m s. n. m., brinda un mirador la ciudad. Los accesos mecánicos se realizan por vía aérea (teleférico) o terrestre (funicular), en medio de bosques de eucalipto.
También se encuentra el culto a la Virgen del Carmen en el santuario del mismo nombre, ubicado en La Candelaria, celebrado cada 16 de julio, un rito de gran devoción por parte de muchos sectores de la ciudad y del país en general. Tradicionalmente se le ha considerado como la virgen protectora de los conductores.
Entre otras más esta la visita al Santuario de Guadalupe, la Catedral Basílica Metropolitana y Primada de la Inmaculada Concepción y San de Pedro, la Basílica de Nuestra Señora de Lourdes, la Parroquia San Alfonso María de Ligorio - Señor de los Milagros, a la cercana Catedral de Sal y la Catedral de la Santísima Trinidad y San Antonio de Padua en Zipaquirá.